# Indianerpolitik der Vereinigten Staaten

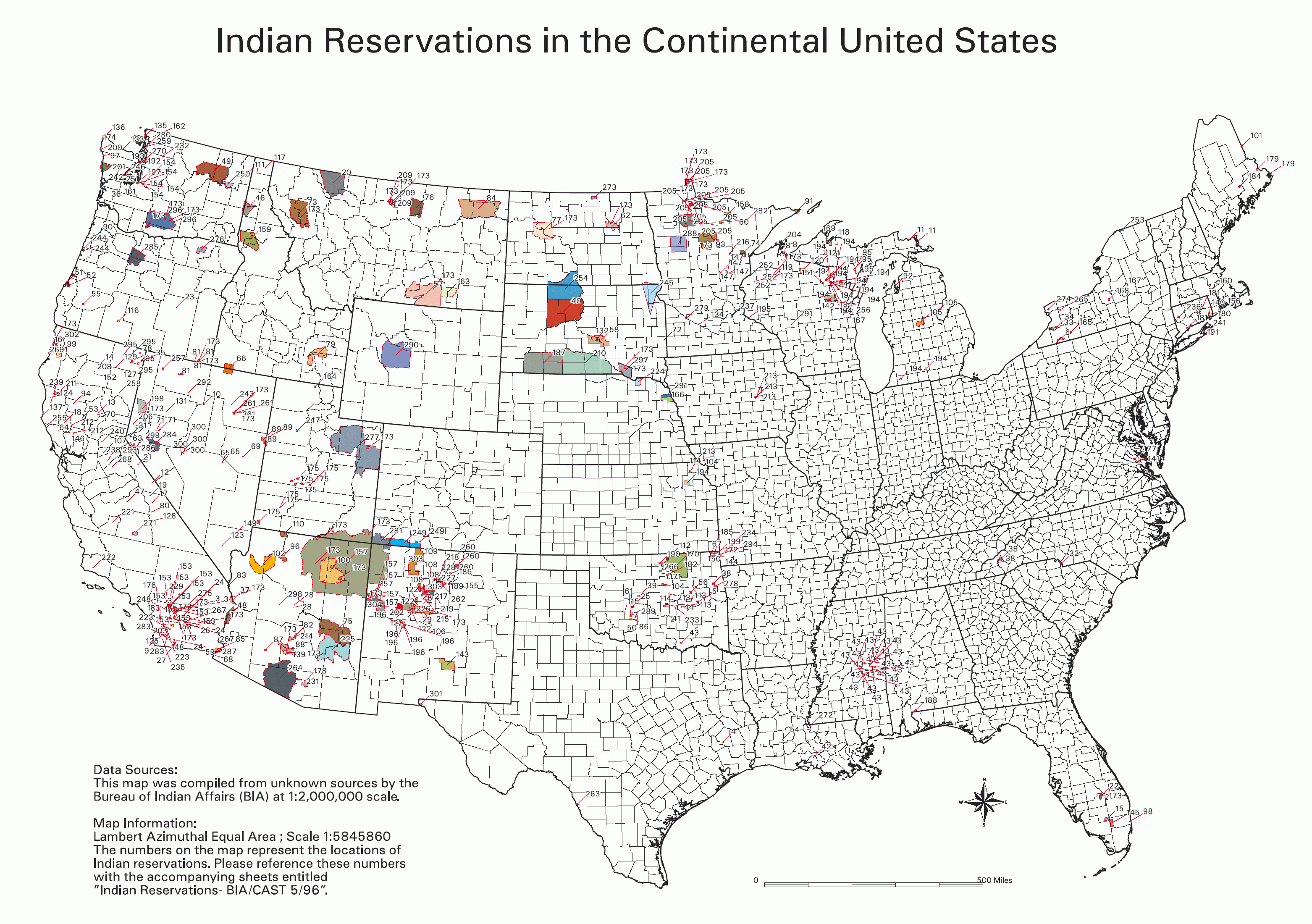
Indianerreservate (reservations) in den USA

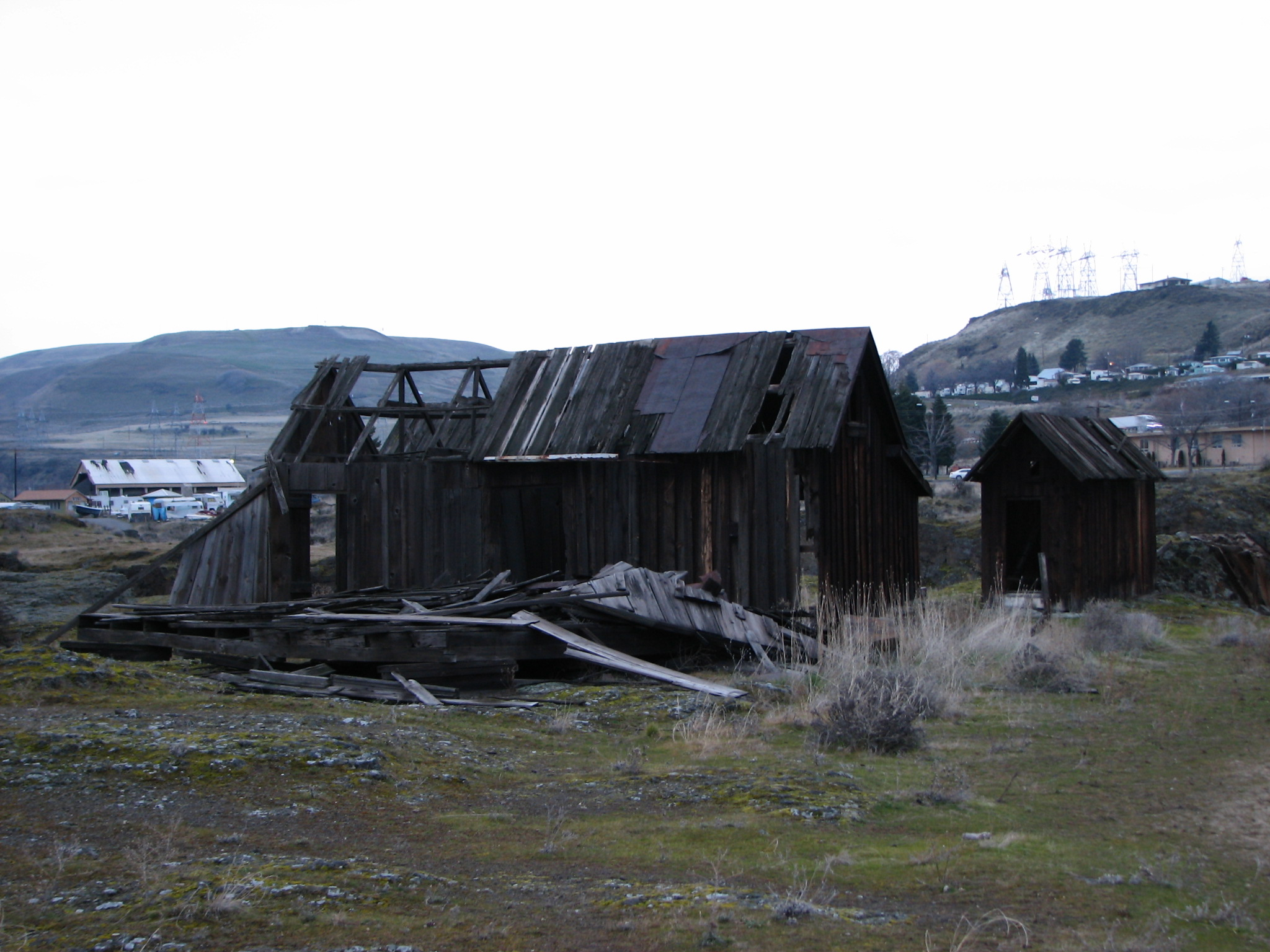
Umgang mit historischem Erbe: eine Farm in Oregon (unweit Ecke Interstate 84 und US Route 197) und eine Indian Shaker Church in The Dalles, die seit 1978 auf der Liste des historischen Erbes stehen. Gegründet wurde die Kirche von John Slocum ab 1881. Das etwa 100 Jahre alte Kirchengebäude brach 1996 unter der Schneelast zusammen und war auch 2011 noch nicht restauriert; sie war eine von fünf Shaker-Kirchen in Oregon.

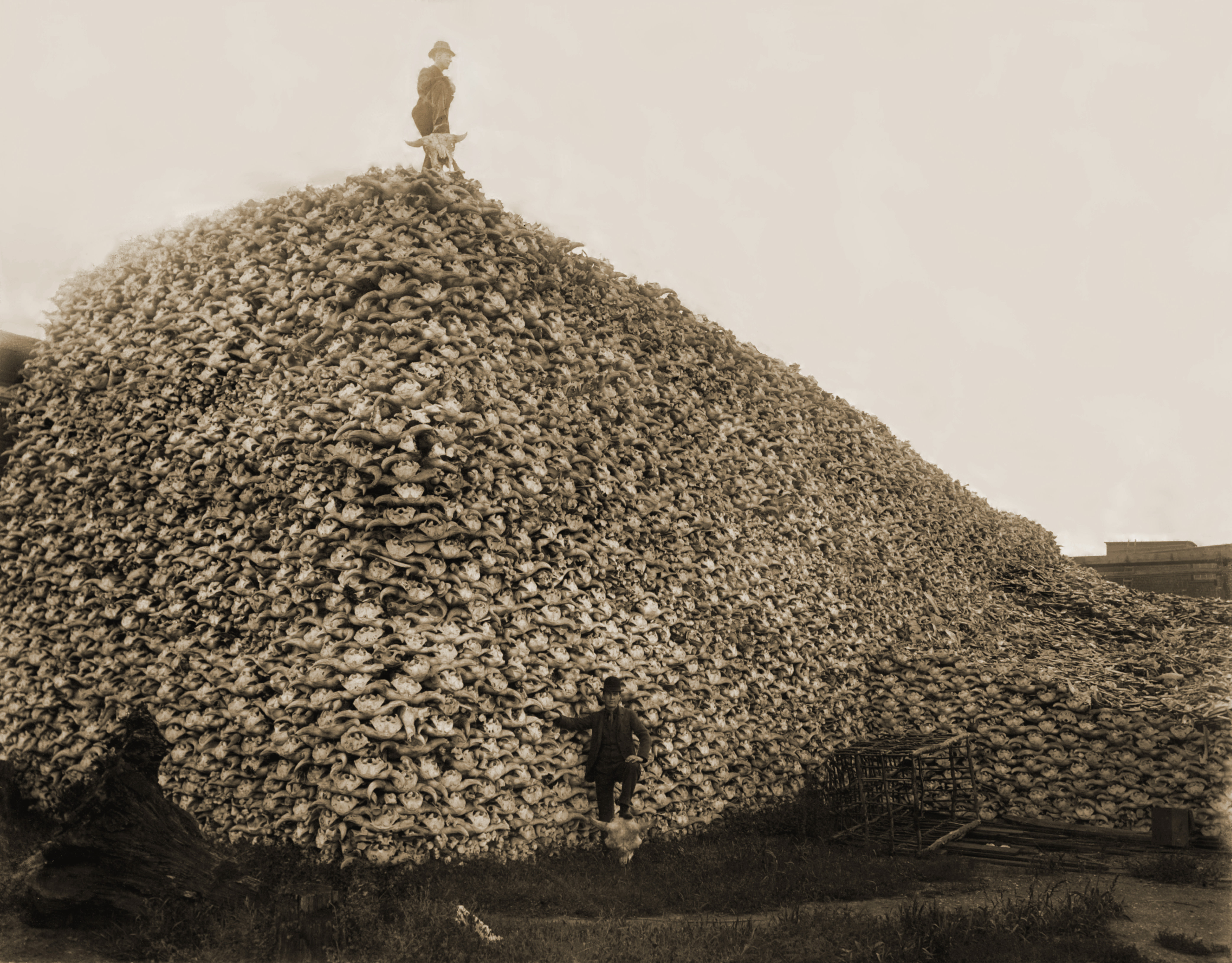
Bisonschädelknochen, um 1870

Eine eigenständige Indianerpolitik der Vereinigten Staaten, in Abgrenzung von der britischen und von einzelstaatlicher, setzte gegen Ende des Unabhängigkeitskrieges von Großbritannien ab 1781 ein. In jenem Jahr erhielt der Kongress die oberste Entscheidungsgewalt, „den Handel und alle Angelegenheiten mit den Indianern zu regeln“. Die Indianerpolitik wurzelt dabei in der britischen Politik gegenüber den Indianern und entwickelte aus einer Vielzahl von Gründen heraus eine eigene Dynamik. Dabei waren das Verhältnis zu Großbritannien und die Rolle der Indianer in den Kriegen zwischen den beiden Mächten von Bedeutung, ebenso wie der überaus starke und lang anhaltende Widerstand der vergleichsweise kleinen indianischen Gruppen. Auf der anderen Seite stand ein starker Siedlungsdruck einer schnell wachsenden, vor allem aus Europa einwandernden Bevölkerung, gesteigert durch die fast ungesteuerte Art der Landaneignung durch Siedler (Squatting), aber auch ihr religiöser und kultureller Überlegenheitsanspruch (Manifest Destiny).
Schloss man aus einer Mischung von Respekt für ihre Verdienste um die USA und Berechnung zunächst Verträge, so wurden um 1830 fast alle Indianer aus dem Gebiet östlich des Mississippi unter Anwendung von Zwang umgesiedelt (Pfad der Tränen). Es war zwar nie vorherrschende Politik, die „Ureinwohner“ auszurotten, aber sie sollten der Besiedlung nicht im Weg stehen und sich religiös, kulturell und auch wirtschaftlich den Idealen der weißen Gesellschaft anpassen; sie sollten also Christen, „Amerikaner“, Bauern und Viehzüchter werden.
Die unmittelbare Assimilationspolitik scheiterte jedoch – oftmals wurden die Anpassungsbemühungen auch gar nicht berücksichtigt oder anerkannt – und so entstand die Idee von abgeteilten Gebieten (reservations), in denen die Indianer auf die amerikanische Lebensweise vorbereitet werden sollten. Die Zerstörung ihrer Lebensgrundlagen, wie im Fall der Bisons, von denen die Stämme der Graslandschaften lebten, zwang viele Gruppen zum Nachgeben, wobei die Regierung oftmals mehrere Stämme in großen Reservaten zusammenfasste, auch solche, die sich untereinander kaum verständigen konnten. Dies führte vielfach zu internen Konflikten, zumal die Gebiete meist wenig geeignet für die neue Lebensweise waren. Darüber hinaus wurden die Indianer zunehmend zu Mündeln des für sie seit 1824 zuständigen Bureau of Indian Affairs. Diese bis 1849 dem Kriegs- und dann dem Innenministerium unterstehende Behörde erwies sich zudem als sehr korruptionsanfällig.
Das Land galt zunächst als für die Indianer reserviertes Gemeingut, das alle dort Lebenden nutzen konnten. Ab 1887 wurde das Land vom Staat an Individuen oder Familien vergeben. Die Indianer konnten das zur Bewirtschaftung zugeteilte Land jedoch nicht vererben, so dass das Land nach dem Tod des Inhabers öffentlich versteigert wurde. Darüber hinaus nahm man Kinder der Indianer aus den Familien und verbot ihnen den Gebrauch ihrer Muttersprache und die Ausübung ihrer Kultur.
Erst 1924 erhielten die Indianer allgemeine Bürgerrechte, womit sie an Wahlen teilnehmen konnten; 1934 stimmten sie über eine Art Selbstverwaltung aus demokratisch gewählten Stammesräten und Häuptlingen ab, die jedoch in Gegensatz zu den traditionellen Mitteln des Macht- und Besitzausgleichs standen. Ab 1953 zogen sich die staatlichen Institutionen zunehmend aus den Angelegenheiten der Indianer zurück, wobei auch jegliche Förderung der oftmals ländlichen und von dünner Infrastruktur gekennzeichneten Regionen entfiel. Hierdurch setzte eine starke Abwanderung in die prosperierenden Städte ein, die zu einer weiteren Verarmung vieler vernachlässigter Gebiete führte.
Ab Ende der 1960er-Jahre konnten die indianischen Gruppen, vor allem das American Indian Movement, eine größere Eigenständigkeit durchsetzen; manche Stämme wurden ökonomisch überaus erfolgreich. Zahlreiche Gerichte sprachen den misshandelten, vertriebenen und enteigneten Indianern Entschädigungen zu. Manche Gruppen versuchen, ihre traditionellen Gebiete zurückzukaufen.
Die amerikanische Regierung hatte sich bis 2009 für ihre mehr als zwei Jahrhunderte verfolgte Indianerpolitik nicht öffentlich entschuldigt, wenn auch entsprechende Debatten begonnen hatten. 2009 kam es zu Entschädigungsabsprachen zwischen der Regierung und Stammesvertretern für die ökonomische Nutzung der Reservate seit 1896. Am 19. Dezember 2009 unterzeichnete Präsident Barack Obama schließlich ohne nennenswerte mediale Aufmerksamkeit eine Erklärung, in der er „im Namen des Volkes der Vereinigten Staaten bei allen Ureinwohnern (Native peoples) für die vielen Vorfälle von Gewalt, Misshandlung und Vernachlässigung, die den Native peoples durch Bürger der Vereinigten Staaten zugefügt wurden“, um Verzeihung bat.
Zwangsumsiedlungen in völlig andersartige Gebiete und desolate Sozialverhältnisse, Vernachlässigung, kriegerische Auseinandersetzungen, schwere Epidemien, „ethnische Säuberungen“ und Genozidversuche hatten einen nicht quantifizierbaren Anteil an einer demographischen Katastrophe, die nicht nur die nordamerikanischen Indianer traf – der Tiefpunkt wurde erst in den ersten Jahrzehnten des 20. Jahrhunderts durchschritten. Zwar wurde die gezielte Verbreitung von Krankheiten in seltenen Fällen gefordert und mittels pockeninfizierter Decken in einem Fall womöglich versucht, doch wurden die Risiken für die nicht-indianische Bevölkerung als zu hoch eingeschätzt. Bis heute wird die Frage, ob die Summe der Einzelhandlungen den juristischen Tatbestand des Völkermords erfüllt, diskutiert. Eine Anerkennung auf der Grundlage der UN-Konvention gegen Völkermord (Resolution 260) gibt es bisher nicht. Der eigentliche Zusammenbruch der Bevölkerung fand durch Pockenepidemien statt, die im Osten lange vor der Entstehung der USA wüteten, im Westen in den meisten Fällen vor der Inbesitznahme durch die USA.
Ende 2010 führten sich 5.220.579 Menschen zumindest partiell auf indianische Vorfahren zurück, 2.932.248 sahen sich ausschließlich als Indianer bzw. Ureinwohner Alaskas (Alaska Natives). Seit der letzten Zählung im Jahr 2000 ist die Gesamtzahl derjenigen, die sich als Indianer betrachten, um 27 % gestiegen. Dabei stieg ihre Zahl in Texas, North Carolina und Florida am schnellsten, nämlich um 46, 40 und 38 %. Die größten Gruppen waren dabei Cherokee (819.000) und Navajo (287.000), die größten alaskanischen Gruppen waren Yup'ik (34.000) und Inupiat (33.000). 2015 zählte man 5,4 Millionen Indianer, davon gehörten 48 % ausschließlich einer indianischen Familie an, 52 % hatten Vorfahren sowohl indianischer als auch nicht-indianischer „Rassen“. Dabei lag der Median bei 31 Jahren, während er in der Gesamtbevölkerung bei 37,7 Jahren lag. Die Zahl der Reservate belief sich auf 326, die Zahl der durch die Bundesregierung anerkannten „Stämme“ (tribes) auf 566.
An der Ausgestaltung der Indianerpolitik waren alle drei Zweige der Bundesregierung und die einzelnen Staaten beteiligt. Mehrfach gerieten die indianischen Völker auch zwischen die Interessen der Bundesstaaten und der Bundesregierung. Ihre eigenen Rechtsinstitute wurden in den Anfangszeiten formal anerkannt, im Zuge der Verdrängung in den Westen nahm die Rücksicht auf eigenständige Regierung und Verwaltung ab.

## Zuständigkeiten vor 1783
Die Vereinigten Staaten, die sich 1776 für unabhängig erklärt hatten, standen bis 1783 im Krieg mit der Kolonialmacht Großbritannien. Bereits 1781 endeten die Hauptkampfhandlungen. Im selben Jahr erhielt der Kongress die oberste Zuständigkeit für Angelegenheiten der Indianer. Bereits 1775 hatte der Kontinentalkongress die Gründung dreier departments bestimmt, die übergreifend Einfluss auf die Indianer ausüben sollten. Das Bedürfnis, einer zentralen Instanz außerhalb des britischen Kolonialamts die politischen Beziehungen zu den Indianern, vor allem zu den Irokesen zuzuweisen, hatte sich erstmals 1754 geäußert. In diesem Jahr hatte der Albany-Kongress unter Beteiligung von Irokesen dem Kongress die Zuständigkeit für Indianerangelegenheiten zugewiesen.

## Verträge, abgewiesene Assimilationsversuche (1783–1830)

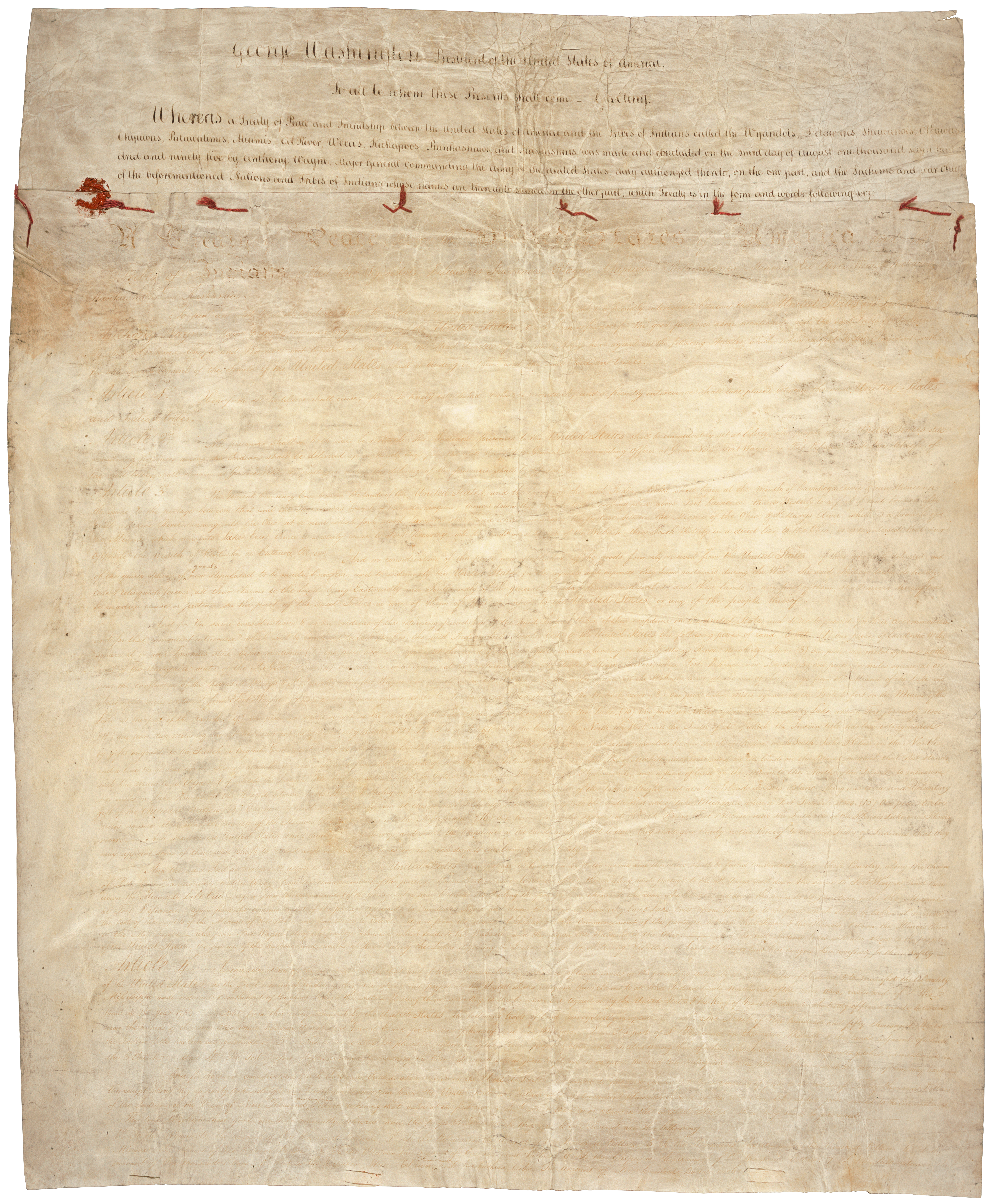
Die erste Seite des Ersten Vertrags von Greenville vom 3. August 1795 zwischen Wyandot, Delaware, Shawnee, Ottawa, Chippewa, Potawatomi, Miami, Eel River (sie galten als Unterstamm der Miami), Wea, Kickapoo, Piankashaw und Kaskaskia auf der einen Seite und den USA auf der anderen. Unterzeichner war hier Anthony Wayne, nach dem der Krieg auch Wayne's War genannt wird.

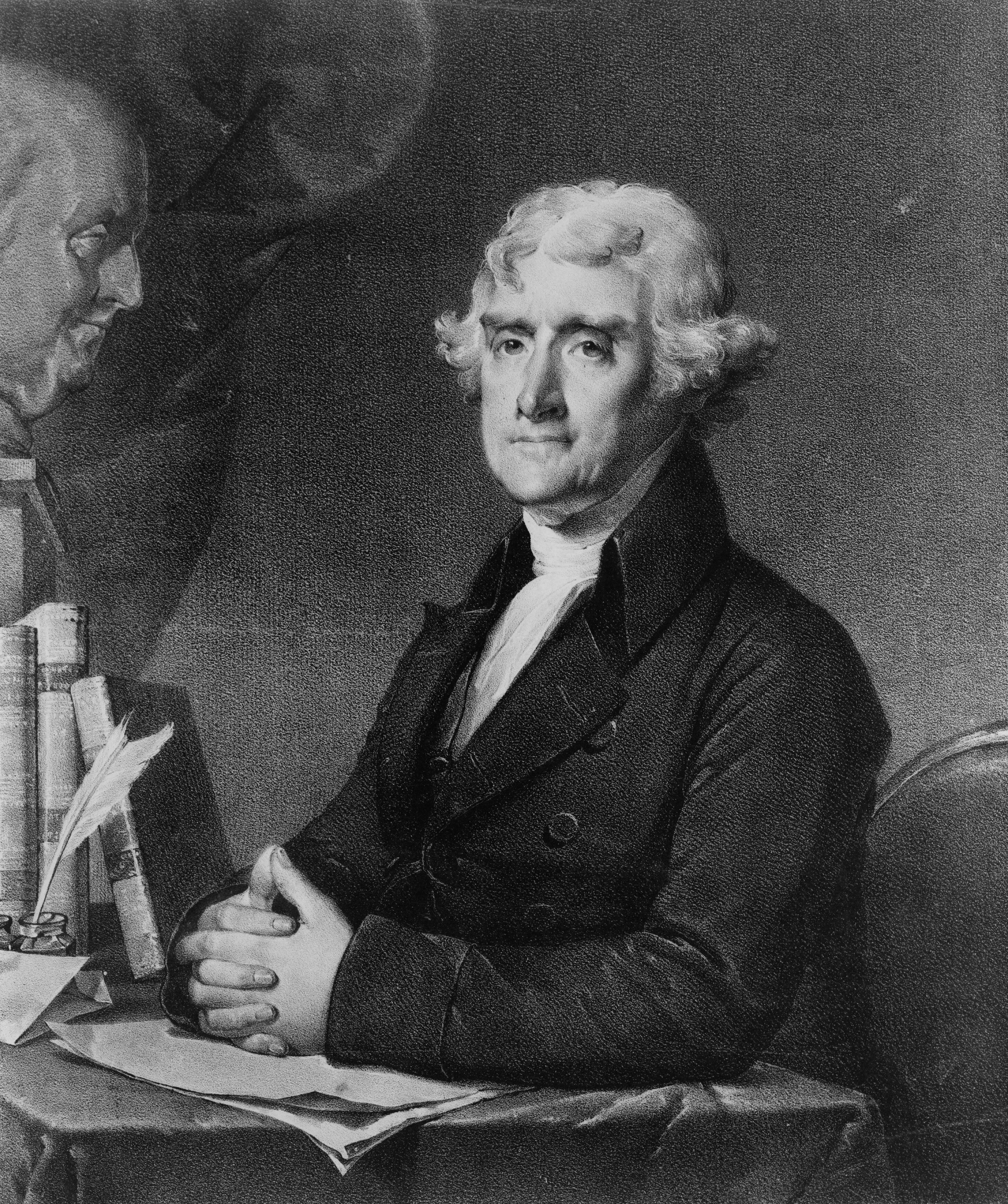
Thomas Jefferson

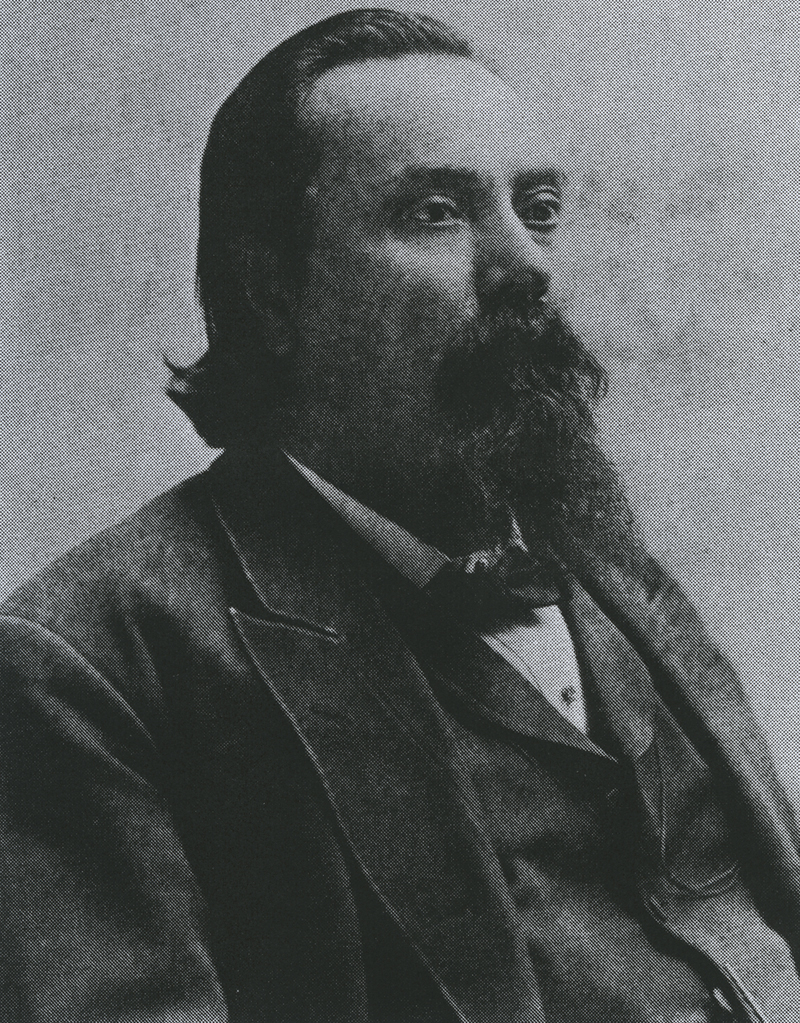
George W. Harkin, Häuptling der Chahta, die meist in der anglisierten Form als Choctaw bezeichnet werden

Die USA betrieben in den Jahren nach 1783 keine gezielte Indianerpolitik. Viele Indianer hatten am Kampf um die Unabhängigkeit teilgenommen, zahlreiche Verbündete der gegnerischen Briten flohen nach Kanada. Die wohlwollende Haltung gegenüber den eigenen Verbündeten lag im Konflikt mit der Tatsache, dass der Staat neue Ländereien erschließen musste, um mit den Erträgen aus dem Landverkauf an einströmende Siedler seine Schulden begleichen zu können. So entstand eine Politik der „zurückhaltenden Kolonisierung“, die bis etwa 1820 andauerte. Diese Politik kann als eine Weiterführung der imperialistischen Politik der Spanier, Niederländer und Franzosen angesehen werden. Diese rechtfertigten die Besitzergreifung des Kontinents mit dem Entdeckerprinzip, wonach die bloße Entdeckung des Küstenstreifens ausreichte, um denselben samt seinem undefinierten Hinterland für sich zu beanspruchen. Die US-Amerikaner kombinierten diese Politik mit derjenigen der Briten, die die Indianer als gleichgestellte Verhandlungspartner akzeptierten. Sie eigneten sich die Gebiete der Tsalagi (Cherokee) und der Muskogee (Creek) in den Bundesstaaten Georgia, North Carolina, South Carolina und Tennessee an, um die eigene Interessensphäre von der französischen, spanischen und britischen abzugrenzen. Diese Gebiete waren zunächst ohne Bedeutung für die Siedler und wurden so weitgehend als autonome Staatsgebiete behandelt. Dies änderte sich erst mit verbesserten Techniken in der Baumwollindustrie (Egreniermaschine ab 1793).
1784 bis 1786 wurden Verträge mit Indianern im Ohiogebiet geschlossen, wobei die Regierung der Besiedlungspolitik Vorrang einräumte. 1786 skizzierten Henry Knox, Leiter des Kriegsministeriums, und der spätere Präsident George Washington einen Plan, der auf den Grundpfeilern von Zivilisierung und Assimilierung beruhte. Die Verfasser konstatierten, dass der Raub von Land den Ruf der USA schädigen würde.
Den meisten US-Amerikanern erschien es gottgewollt, heidnische Wilde in ihre fortschrittliche Lebensweise einzuführen. Sie stießen dabei jedoch in Ohio auf heftigen indianischen Widerstand. Schweren Niederlagen der Regierungstruppen in den Jahren 1791 und 1792 folgte ein entscheidender Sieg 1794 (Schlacht von Fallen Timbers). 1795 schloss die Regierung den Vertrag von Greenville mit den zwölf besiegten Stämmen, die das Ohiogebiet weiträumig abtreten mussten.
Ein Befürworter der Assimilierung war der dritte Präsident Thomas Jefferson; man sprach geradezu von einer Jeffersonian Indian policy. Er war, geprägt von aufklärerischem Denken, davon überzeugt, dass man den Indianern das „Licht der Zivilisation“ bringen könne, wenn man die Männer mit landwirtschaftlichen Tätigkeiten, die Frauen mit häuslichen Verrichtungen und Webarbeiten vertraut macht. Als der Indianerführer Tecumseh und sein Bruder, der religiöse Prophet Tenskwatawa, eine indianische Union bildeten und ihren großen Aufstand begannen, der 1811 in der Schlacht bei Tippecanoe niedergeschlagen wurde, galt diese Politik als gescheitert und die militärische Unterwerfung wurde zum Ziel. Dazu trug erheblich die Befürchtung bei, die Indianer könnten sich mit den Briten verbünden.

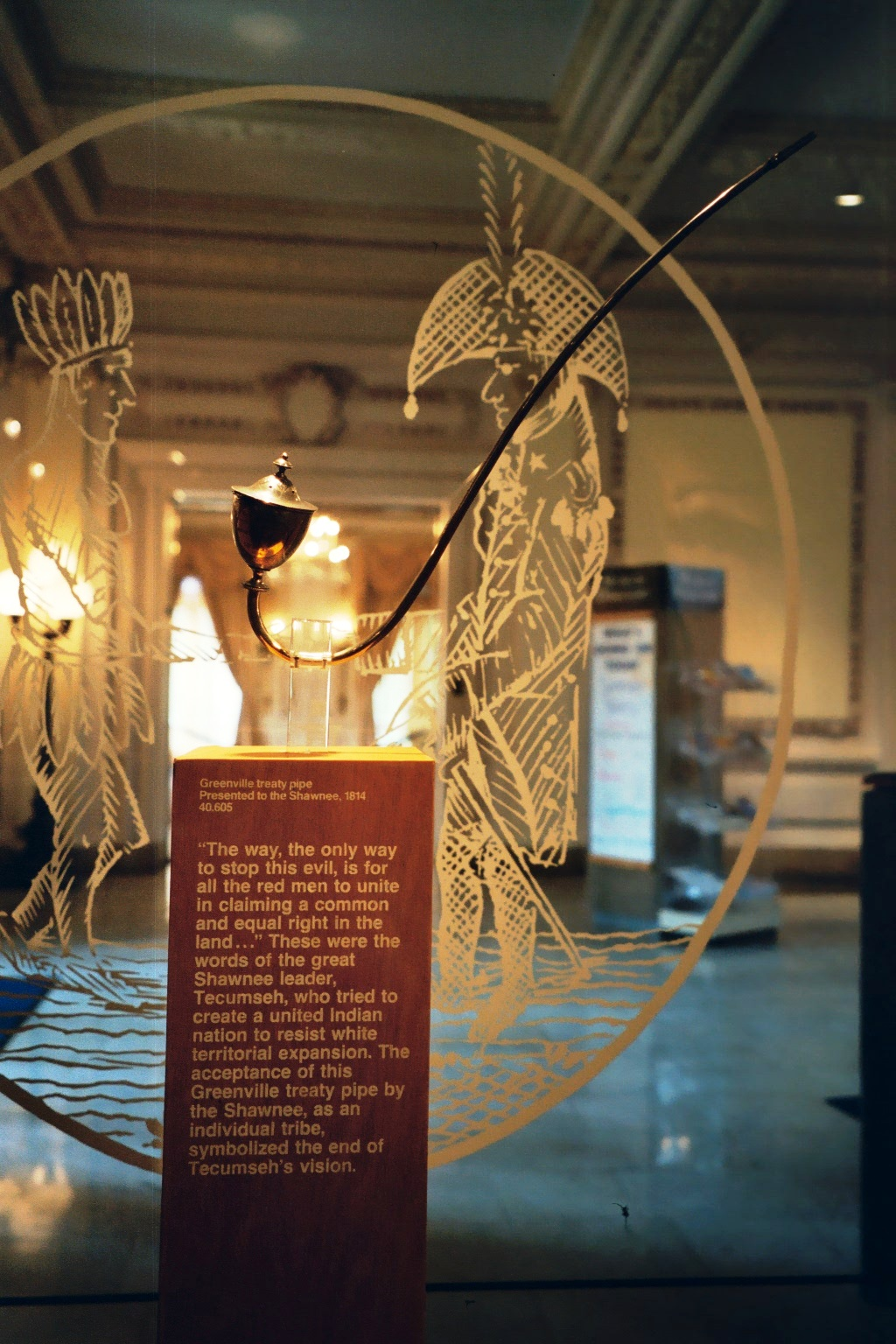
Am Ende des Tecumseh-Krieges schlossen die USA 1814 Frieden mit den Shawnee. Man überreichte ihnen diese Friedenspfeife

Eine zeitweilige Gleichbehandlung auf ökonomischer Ebene erfuhren die Indianer durch das so genannte Indian Factory System, ein Handelssystem, in dessen Zentrum der Pelzhandel stand, zu dessen Förderung und Kontrolle ein System von Handelsposten eingerichtet wurde. Die Indianer tauschten dort Pelze der von ihnen erlegten Tiere gegen Waffen, Werkzeuge, Schmuck, Haushaltsutensilien und Metallwaren. Dabei sollten den Indianern faire Preise bezahlt werden. Dieses System basierte auf An Act to Regulate Trade and Intercourse With the Indian Tribes, also eines Gesetzes zur Regulierung des Handels und des Verkehrs mit den indianischen Stämmen vom 22. Juli 1790 und dauerte von 1796 bis 1822; es scheiterte letztlich an der privaten Opposition der beteiligten Weißen.
1815 war die Politik von Knox, Washington und Jefferson gescheitert. Eine Politik der Segregation begann die der Assimilierung zu überlagern. Die Indianer wurden in Reservaten (reservations) angesiedelt und dort vor den Weißen geschützt – und, wie man annahm, die Weißen vor ihnen. Der Landverkauf von Indianern an Weiße durfte nur über die Regierung, nicht direkt über Privatpersonen erfolgen. Der Handel wurde reguliert, insbesondere der mit Alkohol. Die Assimilierung fand einzig in der Verbreitung der Standards europäischer Kultur und Erziehung eine Fortsetzung; der Civilization Fund Act vom 3. März 1819 sollte dazu dienen, entsprechende Aktivitäten von privaten Gesellschaften zu fördern. Das Recht des Landbesitzes der Indianer wurde weiterhin offiziell nicht angetastet, obwohl um 1816 Interessengruppen von Siedlern die Vertreibung der Choctaw aus Mississippi forderten.
Währenddessen förderte die Regierung die Ausbreitung der Siedler auf dem Kontinent. Einige Stammesführer versuchten, sich der Gesellschaft anzupassen, um sich vor Vertreibung und Enteignung zu schützen. Das galt vor allem für die „Fünf Zivilisierten Nationen“, also die Cherokee, Choctaw, Chickasaw, Muskogee und die Seminolen. Doch ebenso wie Weiße lehnten auch viele Indianer die Anpassung an die fremde Kultur ab. So zerfiel die Föderation der Creek und Muskogee in zwei sich bekämpfende Teile. Die Cherokee hingegen entwickelten ein Herrschafts- und Rechtssystem nach amerikanischem Vorbild, bauten Schulen und kleideten sich entsprechend. Mit dem Cherokee Phoenix gaben sie 1828 sogar die erste eigene Zeitung heraus.

## Umsiedlung in den Westen (ab 1830)
Am 28. Mai 1830 unterzeichnete Präsident Andrew Jackson das von ihm forcierte und mit knapper Mehrheit im Repräsentantenhaus durchgesetzte Entfernungs- oder Umsiedlungsgesetz (Indian Removal Act). Es autorisierte den Präsidenten, Distrikte westlich des Mississippi festzulegen, in die die Indianer, auch ohne deren Einverständnis, umgesiedelt werden konnten. John Ross, Häuptling der Cherokee, strengte eine Klage gegen die Vereinigten Staaten vor dem Obersten Gerichtshof an. Diese wurde im Januar 1831 vom obersten Richter John Marshall mit der Begründung abgewiesen, die Indianerstämme seien keine souveränen Nationen, sondern ihr Verhältnis zu den USA sei das eines Mündels zu seinem Vormund. In der dogmatisch und strukturell konfusen Entscheidung im Fall Worcester v. Georgia legte er seine Auffassung genauer dar: Zwar seien die Cherokee eine souveräne Nation, doch dürfe sich keine andere souveräne Nation in das Verhältnis zwischen ihr und den USA einmischen. Es bestehe weder ein Besitzrecht am Land der Ureinwohner noch das Recht, über sie zu herrschen. Allein die Bundesregierung könne diese Rechte ausüben. Dieses Verständnis der Souveränitätsrechte, die anerkannt, aber gleichzeitig wegdefiniert wurden, sollte bis 1959 bestehen bleiben, als den Indianern erstmals weitergehende Souveränitätsrechte zuerkannt wurden.
Zu Beginn der Deportation und Vertreibung wurden kleinere Stämme der Ostküste umgesiedelt, später waren besonders die Fünf zivilisierten Nationen betroffen. Allein bei der Umsiedlung der Cherokee starben etwa 8.000 Menschen – dieses Ereignis ist Teil einer staatlich organisierten Vertreibung und Deportierung, die als Pfad der Tränen in die Geschichte eingegangen ist.
Die Chickasaw und die Choctaw nahmen die Umsiedlungspläne an. Hingegen leisteten die Muskogee (Creek-Krieg von 1836), eine Gruppe der Cherokee unter John Ross sowie die Seminolen Floridas, die sich als Ikaniúksalgi bezeichneten, unter Osceola beträchtlichen Widerstand. Allein die Unterwerfung der Seminolen, die sich in den Sümpfen Floridas versteckt hielten, kostete die USA während des Zweiten Seminolenkriegs von Dezember 1835 bis August 1841 über 1.500 Soldaten und geschätzte 20 Millionen Dollar. Spanien hatte für Florida ein Viertel dieser Summe erhalten. Die Zahl der getöteten Seminolen ist nicht bekannt. Nachkommen von Splittergruppen der Cherokee und der Seminolen leben noch heute in ihren angestammten Gebieten.

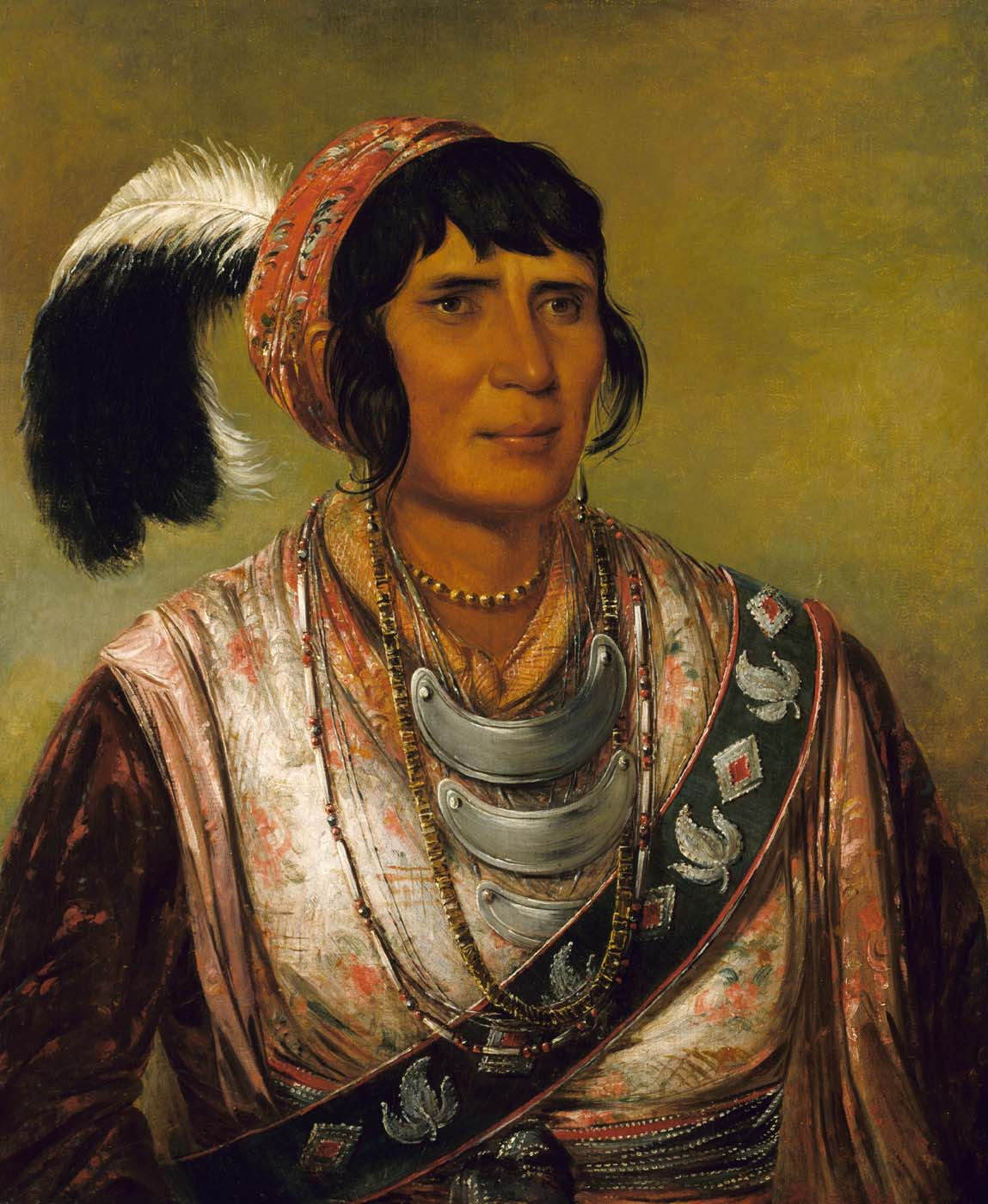
Osceola, Häuptling der Seminolen

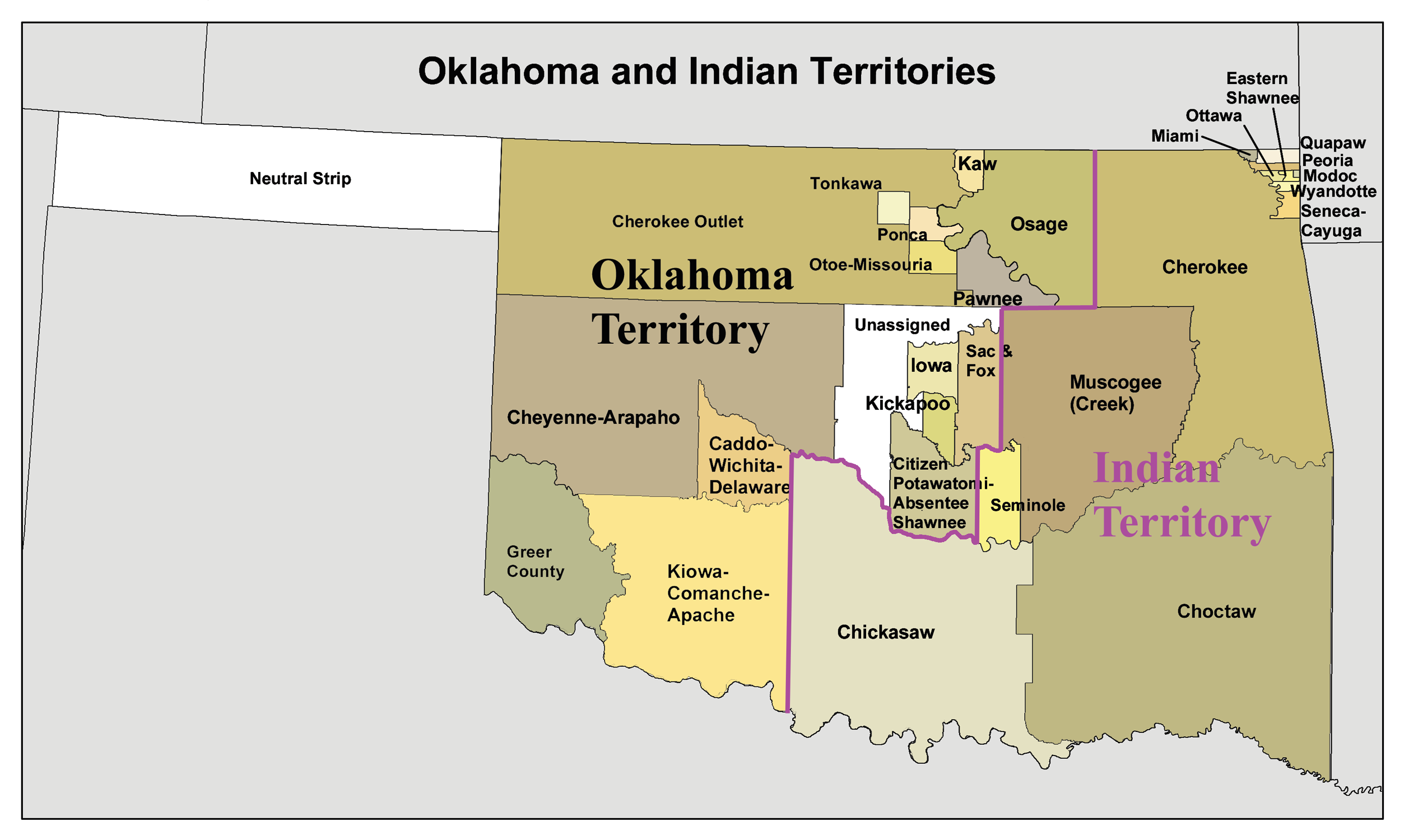
Oklahoma- und Indianerterritorium

In der Zeit zwischen dem Indian Removal Act von 1830 und dem Amerikanischen Bürgerkrieg (1861 bis 1865) wurde insgesamt 50 Stämmen ihr traditioneller Lebensraum entrissen. Weit über 50.000 Menschen zogen westwärts, von ihnen starb weit mehr als ein Viertel. Die Überlebenden trafen auf völlig neue klimatische und landschaftliche Bedingungen, ihre ökonomische Situation war katastrophal.
Dennoch gelang es ihnen, im Indianerterritorium Fuß zu fassen, wo mehrere Städte entstanden. Allerdings wurde das Territorium 1907 aufgelöst und mit dem Oklahoma-Territorium zum Bundesstaat Oklahoma vereinigt, nachdem es noch 1905 vergeblich versucht hatte, als Bundesstaat in die Vereinigten Staaten aufgenommen zu werden.

## Abdrängung in Reservate (ab 1858)
Vor allem seit der Zwangsumsiedlung von 1830 kursierten verschiedene Vorschläge für einen indianischen Staat im Westen, der als Bundesstaat in die USA integriert werden sollte. Keiner fand jedoch genügend Zustimmung im Kongress, um sich durchsetzen zu können.
Lange Zeit galt der Mississippi als Grenze der weißen Besiedlung. Nun strömten die Siedler in immer größerer Zahl über den Fluss. Sie rechtfertigten ihre Landnahme- und Expansionspolitik jetzt nicht mehr mit dem Entdeckerprinzip, sondern mit dem Prinzip der besseren Landnutzung. Dies führte im äußersten Westen zu einer Reihe von Verträgen, die der Gouverneur des Washington-Territoriums ab 1854 mit zahlreichen Stämmen abschloss. Dabei waren meist mehrere Stämme für einzelne große Reservate vorgesehen.
In Oregon wussten die Indianer offenbar von den Vertreibungen im Osten, denn sie wehrten sich von Anfang an gegen die Besiedlung ihrer Gebiete. 1850 entschied der Kongress, dass die Indianer westlich des Küstengebirges, der Cascade Mountains, keinen Anspruch auf Land mehr haben sollten. 1851 kam es vom 17. bis zum 25. Juni zur Schlacht am Table Rock, der Krieg endete zunächst 1852. Weitere Auseinandersetzungen, Kämpfe und Deportationen schlossen sich auch hier an. Dabei wurde mit verschiedenen Reservatsgründungen experimentiert, die jedoch oftmals katastrophal endeten.

General William T. Sherman in Verhandlung mit Indianern bei Fort Laramie

1858 erklärte der „Beauftragte für indianische Angelegenheiten“ (Commissioner of Indian Affairs) das neu geschaffene Reservationssystem. Die Indianer sollten demnach so lange in kleinen Reservaten konzentriert werden, bis sie sich selbst in der Zivilisation durchschlagen konnten. Im Übrigen waren die Reservate für die Weißen geschlossen, nur einige Beamte wurden zugelassen.
Militärischer Druck und die Abschlachtung der Büffel, die vielen Stämmen des Mittleren Westens als Lebensgrundlage dienten und 1884 endgültig von den Great Plains verschwanden, trieb bis 1877 beinahe alle Indianer in die Reservate. Einige Apachen kämpften jedoch noch bis zur Mitte der 1880er-Jahre dagegen.
Es war für die amerikanische Politik schwer begreiflich, dass die lockeren Binnenstrukturen der Stämme, die man sich als hierarchische, wie in ihrer eigenen Gesellschaft ausschließlich von Männern dominierte Gruppen vorstellte, so etwas wie einen Vertrag zwischen Staaten gar nicht zuließen. Dies galt insbesondere für die Reiternomaden des Mittleren Westens, die meist in kleinen Gruppen lange Widerstand leisteten.

## Ende der Verträge, Mündelstatus, treuhänderische Verwaltung (ab 1871)
1871 endete die Praxis der Regierung, mit den Indianern Verträge abzuschließen, mit der Begründung, dass diese keine organisierte Regierung hätten. Somit wurden sie nicht mehr als rechtmäßige Eigentümer ihres Landes akzeptiert, eine Auffassung, die schon in den beiden Jahrzehnten zuvor brüchig geworden war. Zwischen 1783 und dem Beginn des Sezessionskriegs hatte die Bundesregierung mehr als 300 Verträge mit indigenen Nationen abgeschlossen. Die Indianer wurden zu Mündeln des 1824 gegründeten Bureau of Indian Affairs (BIA), ihr Land wurde verstaatlicht und treuhänderisch verwaltet. Das BIA unterstand zunächst dem Kriegs-, später dem Innenministerium. Die Reservate waren nun nicht mehr Gebiete in indianischem, sondern in staatlichem Eigentum, die durch die Regierung für die Indianer zur Benutzung bereitgestellt wurden. Anders als in Kanada entstanden großflächige Reservationen, in denen meist mehrere Stämme lebten, auch solche, die sich kulturell sehr stark unterschieden. Im Extremfall mussten sie sich auf Englisch verständigen.

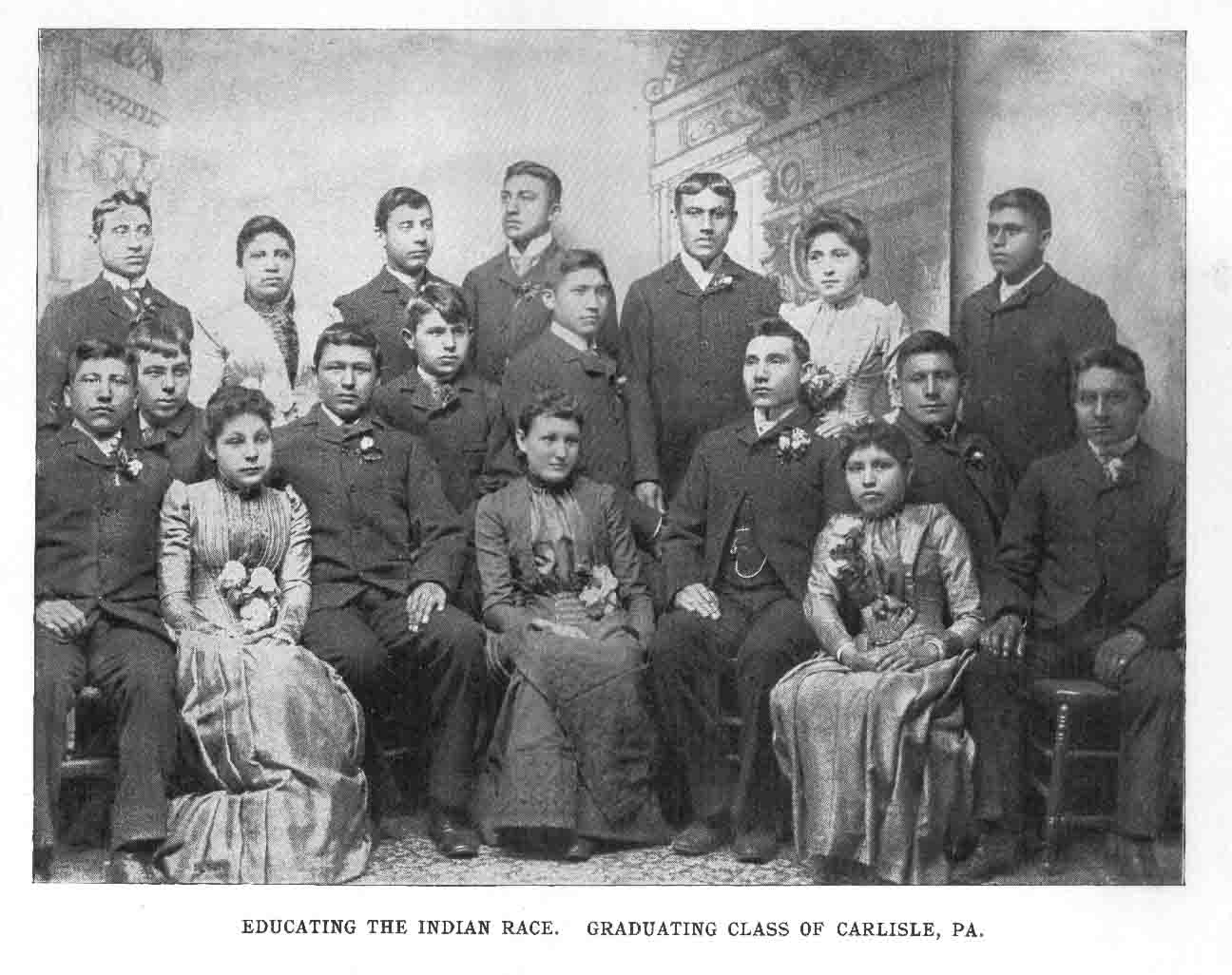
Absolventen der Carlisle Boarding School, 1890. Das Bild ist untertitelt mit: „Educating the Indian Race. Graduating Class of Carlisle, PA.“ (Die indianische Rasse bilden. Abschlussklasse der Carlisle Indian School, Pennsylvania).

Fortan gerieten die Indianer unter einen enormen Anpassungsdruck. Die Regierung, vertreten durch das BIA, handelte nach dem Motto: „Töte den Indianer in ihm und rette den Menschen“ (Richard Henry Pratt). Die politische, wirtschaftliche und kulturelle Eigenständigkeit wurde ihnen weitgehend aberkannt. Nach dem Vorbild der 1879 gegründeten Carlisle Indian Industrial School auf dem Gelände des United States Army War College in Carlisle in Pennsylvania entstanden rund 150 Boarding Schools, Schulen, in denen die Kinder ihre Muttersprache nicht gebrauchen und ihre Kultur nicht ausüben durften. Sie lagen außerhalb der Reservate, um den Anpassungsdruck zu erhöhen und die Kinder von ihren Eltern über längere Zeit zu trennen. Die Krankheits- und Sterberaten waren hoch, die psychischen Folgen dieses jahrzehntelang bestehenden Systems sind erst in einem frühen Stadium der Aufarbeitung. Die kanadische Regierung entschuldigte sich 2008 für ihr analoges Schulsystem, 2010 folgten zögerlich die USA.

## Zusammenbruch der indianischen Bevölkerung, Verdrängung im Westen
Gegen den Zusammenbruch der indianischen Bevölkerung konnte die Regierung mangels Schutzimpfungen bis in das zweite Drittel des 19. Jahrhunderts nur wenig unternehmen; später kam es zu Pockenimpfungen, wie etwa 1837 an der Pazifikküste Washingtons. Diese Epidemien verbreiteten sich oftmals Jahrzehnte vor der eigentlichen Besiedlung, zumal die Indianer kaum Widerstandskraft gegen die ihnen unbekannten Krankheiten besaßen. Die Pocken dezimierten bereits etwa ab 1775 die indianischen Einwohner an der Pazifikküste, so, wie sie es schon ab dem 16. Jahrhundert im Osten getan hatten. Insgesamt wurde die Zahl der Indianer vor und während der Kolonisierung durch eingeschleppte Krankheiten, dann durch Unterernährung, Alkohol, gewaltsame Umsiedlungen, Kriege, Traumatisierung und Zerstörung der sozialen Verbände stark verringert, zahlreiche Gruppen verschwanden ganz oder lösten sich in anderen Verbänden auf. Allein bei der Umsiedlung von 70.000 Indianern aus dem Südosten erreichten rund 20.000 den Bestimmungsort nicht oder starben kurz darauf. Verheerend wirkte sich auch der Goldrausch in Kalifornien aus. Zwischen 1850 und 1906 sank die dortige indianische Bevölkerung von 100.000 auf 20.000 Menschen.
Um die Besiedlung zu fördern, öffnete der Donation Land Claim Act ab 1850 das Territorium Oregon für Siedler. Dies stand formal nicht im Widerspruch zum Intercourse Act von 1834, der weißen Siedlern den Zutritt zu Reservaten verbot, denn diese wurden erst ab 1855 eingerichtet. Das Whitman-Massaker war der Auftakt zum ersten Indianerkrieg in der Region, dem Cayuse-Krieg, der von 1848 bis 1855 dauerte und dem rund drei Jahrzehnte des Kampfes folgten. In den militärischen Auseinandersetzungen betrachtete die Regierung die Indianer formal nie als Kriegsgegner, und so kam es nicht zu Gefangennahmen von Kriegsgegnern, sondern zu Hinrichtungen wegen Gewaltverbrechen. Ab 1850 mussten sie sukzessive die fruchtbaren Küstengebiete räumen.

## Enteignung von nach Regierungsauffassung ungenutztem Land (ab 1862)

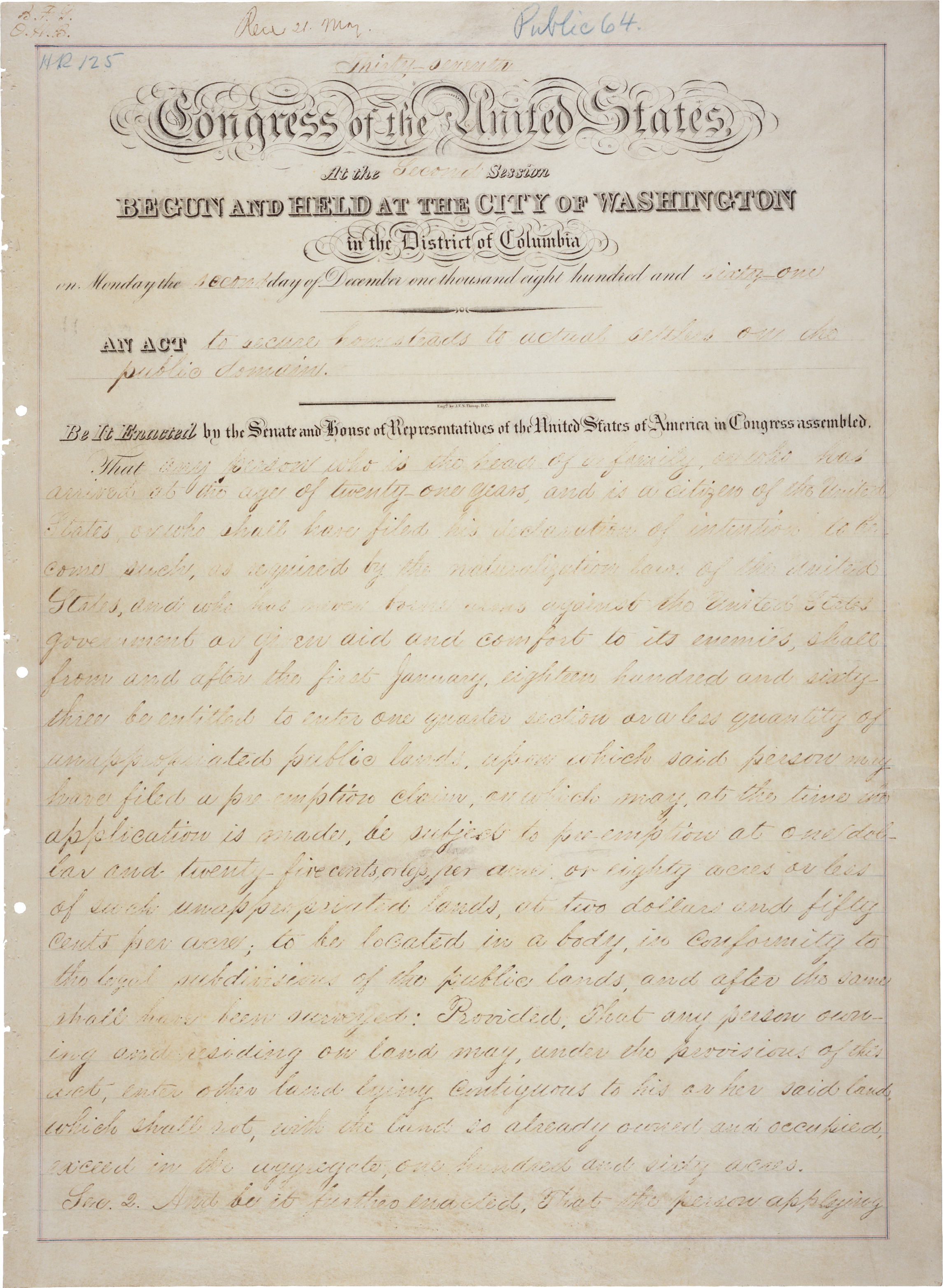
Homestead Act

Präsident Abraham Lincoln unterzeichnete 1862 den Homestead Act. Dieses Gesetz erlaubte es jedem Erwachsenen, sich auf einem unbesiedelten Stück Land niederzulassen, sich ein 160 Acre (etwa 64 Hektar) großes Land anzueignen und es zu bewirtschaften. Nach fünf Jahren wurde er automatisch zum Eigentümer. Für 1,25 Dollar pro Acre konnte diese Frist auf ein halbes Jahr verkürzt werden. Dieses Gesetz legitimierte die Enteignung der traditionellen Territorien, traf vor allem nomadische Gruppen und förderte die verstärkte Abdrängung in Reservate. Es leistete Betrug Vorschub und führte zu zahllosen Konflikten, in denen die Gerichte fast immer auf Seiten der Siedler standen.

## General Allotment Act: Politik der Landzuweisung (1887–1933)
Nun begann das, was Frederick Hoxie das „finale Versprechen“ genannt hat, die letzte Stufe der Assimilation. Nachdem die Indianer besiegt und in Reservate gesperrt worden waren, war die Indianerpolitik vom jeweiligen Präsidenten und der ihn tragenden Partei sowie vom Vorsteher des BIA geprägt. In verschiedenen Versuchen sollte das Indianerproblem gelöst werden, das heißt die Kosten für die Indianer minimiert und allfällige juristische Klagen wegen unrechtmäßiger Landaneignung vermieden werden. Diese Versuche scheiterten jedoch.
1877 schlug mit der Ingalls Bill ein erster Versuch fehl, den Indianern die Staatsbürgerschaft einzuräumen. Viele von ihnen fürchteten, damit ihre vertraglichen Rechte einzubüßen. Darüber hinaus betrachteten sie das Vorhaben als weiteren Schritt zur Auflösung der Stämme und zur Zerstückelung und Privatisierung ihres Landes. So etwa dachten Angehörige der Choctaw und Chickasaw, der Seminolen und Creek.
1887 bestätigte sich diese Befürchtung. In diesem Jahr verabschiedete die Regierung mit dem Dawes General Allotment Act ein Gesetz, das einschneidende Veränderungen brachte. Bis dahin galt das Land für die Indianer als Gemeingut, das alle nutzen konnten. Der General Allotment Act zerstückelte es in kleine Parzellen und verteilte es auf die einzelnen Familien. Jedes Familienoberhaupt – dies war grundsätzlich ein Mann – erhielt 40, 80 oder 160 Acres (16, 32, 64 Hektar) Land. Neben der Landparzellierung sollten weitere Maßnahmen die Indianer im Schmelztiegel USA aufgehen lassen. Zum Schutz vor Landspekulanten durften die Indianer ihr Land 25 Jahre lang nicht verkaufen. Dennoch mischte sich das BIA weiterhin in das Leben der Indianer ein und bestimmte es bis in die persönlichsten Dinge, wie die Details der Religionsausübung. Zwar hatte es vor 1887 bereits rund 11.000 allotments gegeben, doch nun begann ein massiver Besitzverlust. Hatten Indianer 1881 noch 155.632.312 Acre Land besessen, so waren es, trotz Restriktionen, im Jahr 1900 nur noch 77.865.373. 1898 wurden diese Bestimmungen mit dem Curtis Act auch auf die bisher verschonten Fünf zivilisierten Stämme ausgedehnt.

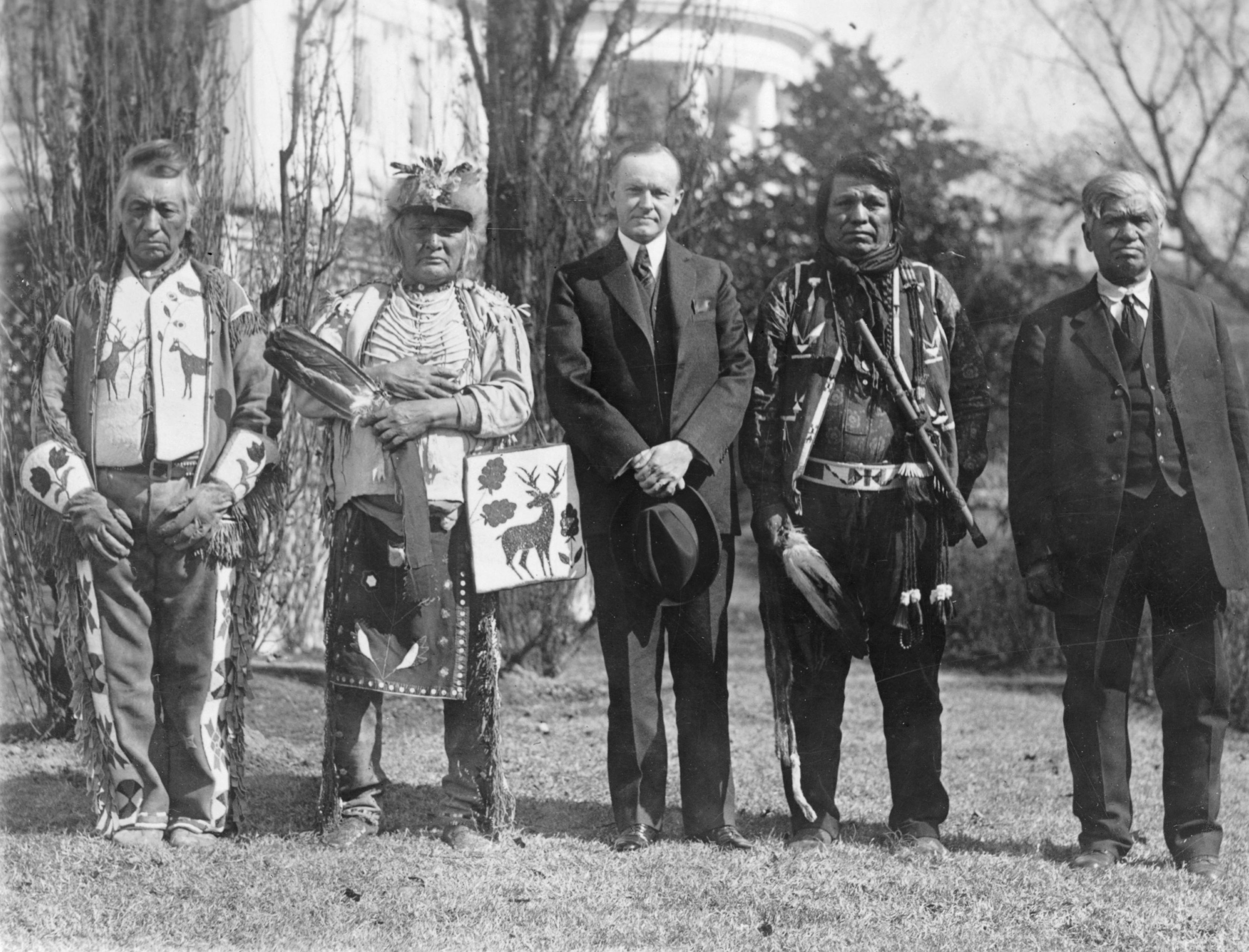
US-Präsident Calvin Coolidge mit vier Osage-Indianern nach der Unterzeichnung des Indian Citizenship Act

Die Indianer begannen sich zunehmend auf der juristischen Ebene zur Wehr zu setzen. Doch die Entscheidung des Obersten Gerichtshofs im Fall Lone Wolf v. Hitchcock vom 5. Januar 1903 zeigte, dass die Regierung auch dann ihre Allotment-Politik durchsetzen wollte, wenn sie Vertragsrecht brach, und dass die Obersten Richter auf ihrer Seite standen. Der Oberste Gerichtshof entschied, die Regierung sei berechtigt, Vertragsrechte einseitig zu widerrufen, eine Rechtsauffassung, die bis heute Bestand hat und zuletzt 1986 bestätigt wurde. Da vor den Gerichten vielfach historisch argumentiert werden musste, entstanden gewaltige Kompendien, die die äußerst komplizierten rechtlichen Verhältnisse zwischen den Stämmen und den USA, aber auch unter den Stämmen und mit den einzelnen Bundesstaaten klären sollten. Zugleich entstand mit der Brotherhood of North American Indians 1911 erstmals eine panindianische Organisation.
Mit dem Burke Act von 1906 endete die Trust-Periode, in der das Land durch das BIA verwaltet wurde, für competent Indians. Für die als incompetent eingestuften bestand dieser Status weiterhin. Hier tat sich besonders Commissioner Cato Sells hervor, der einfach alle für „competent“ erklärte, die zur Hälfte Nichtindianer waren oder die eine Boarding School absolviert hatten (Declaration of Policy in the Administration of Indian Affairs, 1917).
1924 erhielten die Indianer in Fortführung dieser Assimilationspolitik durch den Indian Citizenship Act das Bürger- und damit auch das Wahlrecht. Doch hatten sie, nach Verlusten, insbesondere nach dem Verstreichen der 25 Schutzjahre, im Jahr 1934 von den rund 150 Millionen Acre Land kaum noch 52 Millionen in Besitz.
John Collier, ein Sozialarbeiter im Gebiet der Pueblo-Indianer, setzte sich ab 1924 grundsätzlich gegen die Assimilationsideologie zur Wehr und sammelte Beschwerden über Landenteignungen, zu niedrige Preise für Rohstoffe, fehlende Religionsfreiheit im Reservat, schlechten Unterricht in den Schulen und Missmanagement der paternalistischen Verwaltung der Indianerfinanzen durch das BIA. 1926 bis 1927 kam es zu einer Untersuchung, deren Ergebnisse 1928 publiziert wurden (The Problem of Indian Administration). Der Bericht bestätigte die Vorwürfe, doch die daraus abgeleiteten Vorschläge wurden von der Hoover-Regierung nicht umgesetzt.

## Indian Reorganization Act: Politik des kulturellen Pluralismus (1933–1953)
John Collier, der die Politik des BIA so scharf kritisiert hatte, wurde 1933 zum Indian commissioner (1933–1945) ernannt. Er brachte Notprogramme wie die Public Works Administration auf den Weg, die für Arbeit und entsprechende Erfahrung in den Reservaten sorgten.
1934 wurde der Indian Reorganization Act verabschiedet, mit dem grundsätzlich kultureller Pluralismus erstmals akzeptiert wurde. Darüber hinaus kehrte Collier das bisherige Bodenzuteilungsprogramm um. Er verbot alle weiteren Parzellierungen von Reservatsland und förderte Stammesunternehmen. Jedes Reservat sollte eine eigene Verfassung und eine gewählte Stammesregierung erhalten, wobei sich das Wahlverfahren an den westlichen Grundsätzen von Freiheit, Gleichheit und geheimer Wahl orientierte. Die Selbstbestimmung war trotzdem sehr eingeschränkt; die eigentliche Macht blieb vielfach beim BIA. Zudem gerieten damit traditionelle Wege der Entscheidungsfindung und der Machtausübung und dazugehörende Macht- und Prestigestrukturen in Konflikt. So entstanden bei vielen Stämmen parallele Machtstrukturen, wobei die Wahlhäuptlinge durch Bundesmittel über Geld und Arbeitsplätze verfügten und die Erbhäuptlinge vielfach die Wahlen gewinnen konnten. Dabei ähnelte sich ihre Amtsausübung zunehmend den externen Vorstellungen von einem Chief an, während gruppenspezifischere, traditionelle Strukturen verloren gingen, zumal dort, wo mehrere, einander anfänglich kulturell fern stehende Stämme in ein Reservat abgeschoben wurden. 1936 dehnte der Oklahoma Indian Welfare Act diese Bestimmungen auf Oklahoma aus.
Ab 1938 geriet Collier in die Defensive. Während des Krieges versuchte er gesamtindianische Kampfeinheiten zu propagieren, da während dieser Zeit alles dem Krieg untergeordnet wurde und die Indianerfrage ihre Bedeutung zeitweise verlor. Er konnte aber nicht verhindern, dass die Zentrale des BIA 1942 nach Chicago umzog. 1945 trat er zurück.

## Termination: Politik der Auflösung (1953–1961)
Mit Dillon S. Myer als Indian commissioner (1950–1953) änderte sich die Indianerpolitik erneut, wenn er auch durch einen Regierungswechsel aufgehalten wurde. Er war während des Zweiten Weltkriegs für die Deportation von 120.000 Bürgern japanischer Abstammung von der Pazifikküste in Lager im Hinterland zuständig gewesen, die unter seiner Aufsicht standen. Sein autokratischer Führungsstil brachte ihn in Konflikt mit den Souveränitätsansprüchen der Stämme. Zudem hielt er den Indian Reorganisation Act für einen Fehler, wollte die Indianer aus der Vormundschaft durch den Staat entlassen und ihnen alle Gruppenrechte entziehen. Dazu gehörten für ihn der Verkauf unproduktiven Stammeslandes, die Verbringung arbeitsloser Indianer in die Städte, die Neuverhandlung aller Vertragsbestimmungen und die Übergabe von BIA-Zuständigkeiten an die Indianer selbst. Er entließ zahlreiche Mitarbeiter des BIA und brachte die Männer mit, die mit ihm in der War Relocation Authority bei der Deportation und Lagerverwaltung gearbeitet hatten. Dabei folgte er der Bosone Resolution, in der Reva Beck Bosone, eine demokratische Kongressabgeordnete aus Utah, zu dem Schluss gekommen war, alle Indianer wollten wie der „Weiße Mann“ leben.
Auch einige Indianer, wie der Choctaw Tom Pee-Saw, sahen darin eine Gelegenheit, sich von Bevormundung zu befreien. William Fire Thunder hingegen, ehemaliger Präsident des Oglala Sioux Tribal Council, sah darin einen Bruch der Verträge, eine abrupte Beseitigung staatlicher Hilfe und die Aufhebung des Reorganization Act. Für ihn kam die Resolution Bosones einer endgültigen Enteignung gleich. Zwar scheiterte die Resolution, doch Myer versuchte dennoch ihre Politik umzusetzen, dies umso mehr, als die politische und gesellschaftliche Umgebung ihm Rückenwind verschaffte. Die USA waren als Sieger im Weltkrieg zur Supermacht aufgestiegen, und der Glaube, für die Ausbreitung von Demokratie und Individualismus zuständig zu sein, hatte sich stark ausgebreitet. Dies galt auch für die Innenpolitik. Andererseits hatten indianische Kriegsveteranen Erfahrungen mitgebracht, die sie als Freiheitsforderungen in die politischen Auseinandersetzungen einbrachten. Doch nach der Präsidentschaftswahl von 1952, in der sich der Republikaner Dwight D. Eisenhower durchsetzte, wurde Myer entlassen.

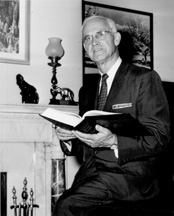
Arthur Vivian Watkins war als Vorsitzender des Senatskomitees für Indianerangelegenheiten die treibende Kraft der Terminationspolitik

Betreiber der nun einsetzenden Verschärfung wurde Senator Arthur Vivian Watkins aus Utah, Chairman des Senatsausschusses für Indianerangelegenheiten (United States Senate Committee on Indian Affairs). Im August 1953 trat die House Concurrent Resolution 108 in Kraft, die die Aufgabe jeglicher staatlicher Verantwortung für die Indianer vorsah. Die verschiedenen Stämme sollten aufgelöst, die Indianer als „normale“ Bürger behandelt werden. Diese Ära ging als Termination in die Geschichte ein, da sie die Indianer als separate Gruppe mit kollektiven Rechten auflösen sollte. Watkins sah in ihr hingegen die Befreiung der Indianer aus staatlicher Kuratel. Als erster Stamm wurden die Menominee, deren Waldwirtschaft ihnen nach Watkins’ Ansicht eine gewisse ökonomische Eigenständigkeit verlieh, in die Termination einbezogen. Die Menominee hatten einen Prozess gegen das BIA gewonnen, dem Misswirtschaft nachgewiesen wurde. Das BIA sollte dem Stamm eine Wiedergutmachung von 8,5 Millionen Dollar zahlen. Diese noch nicht ausgezahlte Summe sollte den bevorstehenden Prozess mitfinanzieren. Dem Stamm blieb nur die Zustimmung. Anderen Stämmen wurde noch nicht einmal mitgeteilt, dass sie kein Mitspracherecht hatten.
Gefördert wurde vor allem die Umsiedlung in die Städte. Als Folge wurde ihr bisheriges Land von weißen Farmern oder von Bergbauunternehmen gepachtet oder von der Regierung beansprucht. In den Städten lebten die Indianer oftmals ohne Perspektive und isoliert und waren zugleich mit rassistisch motivierter Ablehnung konfrontiert. So entstanden Indianerslums. In Alaska wurden die Reservate, sieht man von Metlakatla ab, das einen eigenen Vertrag mit Washington besaß, aufgelöst. Letztlich scheiterte die Terminationspolitik an kulturellen Widerständen.
Der National Congress of American Indians unterschätzte diesen Angriff auf die Souveränität der indianischen Nationen zunächst, bekämpfte ihn aber dann landesweit. Indian Commissioner Glenn L. Emmons (1953–1961) förderte die Abwanderung in die Städte verstärkt. Die überwiegende Zahl der Indianer, die in die Städte gingen, taten dies auch ohne Förderung, denn die Verhältnisse in den Reservaten waren oftmals desolat. Als einer der besonderen Auswüchse „wohlmeinender“ Indianerpolitik gilt das Indian Adoption Project, bei dem rund 400 Kinder zwangsweise zur Adoption freigegeben wurden. Auch bei den Verhandlungen über die Landansprüche der Stämme konnte es so zu keinerlei Fortschritten kommen, zumal Watkins von 1959 bis 1967 der Indian Claims Commission vorsaß.

## Abkehr von der Termination (1961–1968)

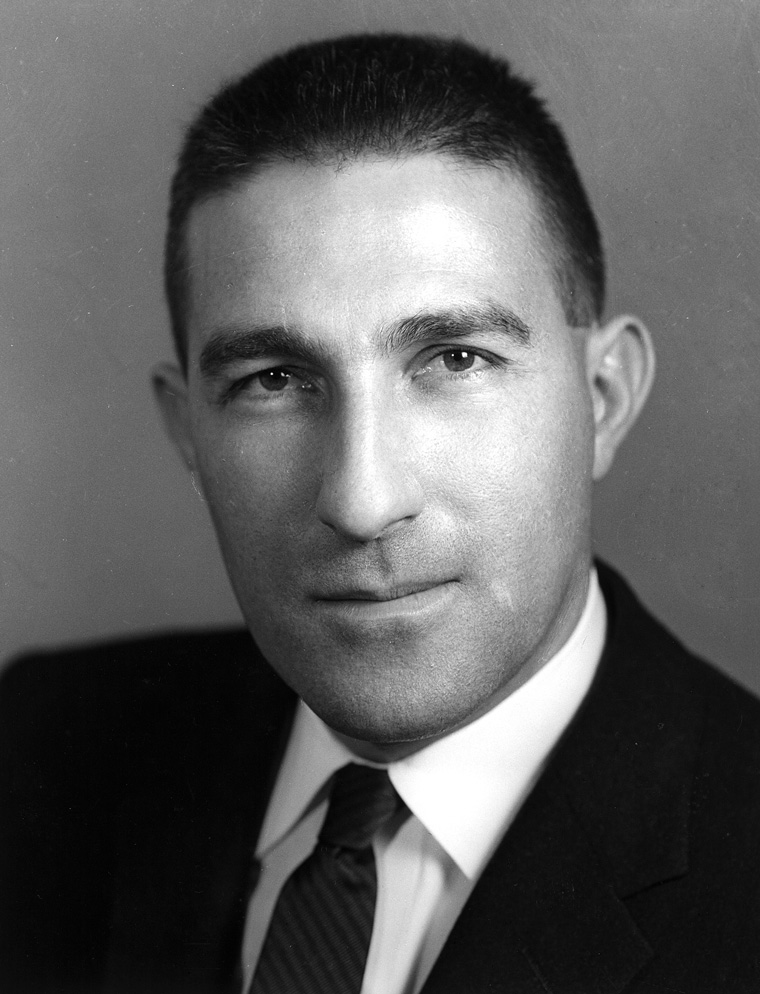
Stewart Udall, Innenminister von 1961 bis 1969, damit verantwortlich für die veränderte Indianerpolitik unter Kennedy

1961 begann eine Gegenbewegung, die mit der Wahl John F. Kennedys zusammenhing. Innenminister Stewart Lee Udall stellte eine Untersuchung an und kam zu dem Ergebnis, dass die Indianerpolitik an drei Punkten geändert werden müsse: ökonomische Eigenständigkeit, größere Partizipation und Gleichberechtigung als Bürger. Noch im selben Jahr verurteilte die Commission on Rights, Liberties, and Responsibilities of American Indians (Kommission für Rechte, Freiheiten und Verantwortlichkeiten der amerikanischen Indianer) die Terminationspolitik. Eine Versammlung von 450 indianischen Führern in der Universität Chicago proklamierte im Juni 1961 entsprechende Forderungen. Kennedy wählte als Indian commissioner Philleo Nash, der dieses Amt von 1961 bis 1966 innehatte. Nash griff das Versorgungsmonopol des BIA an. Bis Mitte 1968 existierten bereits 63 Hilfsprogramme in 129 Reservaten. Auf Weisung von Präsident Lyndon B. Johnson entstand 1968 ein National Council on Indian Opportunity, um diese zahlreichen Aktivitäten zu koordinieren. Seinen Vorsitz führte Vizepräsident Hubert H. Humphrey. Im Wahlkampf von 1968 forderte Richard Nixon den endgültigen Abschied von der Termination.
Allerdings scheiterte eine von Udall auf 500 Millionen Dollar angelegte Wirtschaftsförderung auf der Basis der am 16. Mai 1967 eingebrachten Indian Resources Development Bill, die ökonomische Autonomie unter Beibehaltung der kollektiven Rechte garantieren sollte, am Widerstand der indianischen Vertreter. Die in Santa Fé versammelten Vertreter von über 60 Stämmen sahen im Bureau of Indian Affairs keinen vertrauenswürdigen Garanten für die Kollektivrechte an Land. Zudem sahen sie ihre Rechte als souveräne Nationen weiterhin nicht respektiert, es handelte sich nicht, wie Deloria formulierte, um einen „Grundstücksvertrag“.
1968 gelang den Menominee, die als Erste Opfer der Terminationspolitik geworden waren, ein Erfolg vor dem Obersten Gerichtshof. Im Fall Menominee Tribe v. United States entschied die Mehrheit der Richter, dass trotz Termination die Fisch- und Jagdrechte nur dann aufgelöst seien, wenn diese Auflösung ausdrücklich Inhalt eines Rechtsspruchs sei. Ein solches Urteil bedürfe aber einer Begründung. Daher blieben diese für die Subsistenzwirtschaft in vielen Reservationen wichtigen Grundlagen des Lebensunterhalts erhalten. Dieser Präzedenzfall hatte für zahlreiche Stämme erhebliche Auswirkungen, die bis nach Kanada und Australien spürbar waren. Zwar gestand die Regierung den Stämmen mehr Souveränitätsrechte zu, doch wollte man unter allen Umständen erreichen, dass die allgemeinen Rechte aus der Bill of Rights auch dort Gültigkeit behielten, wo eine indianische Gesetzgebung einzog. Dies sollte der Indian Civil Rights Act von 1968 gewährleisten.
Währenddessen wurde der indianische Widerstand militanter. Das American Indian Movement organisierte Fish-ins, besetzte vom 20. November 1969 bis zum 10. Juni 1971 die vormalige Gefängnisinsel Alcatraz, das BIA in Washington und 1973 Wounded Knee. Immer wieder kam es zudem zu scharfen Auseinandersetzungen zwischen Traditionalisten und ihren Gegnern. Die Red-Power-Bewegung erhöhte den Druck, die Regierung unterstützte gemäßigte Gruppen, um sie zu isolieren. Eine American Indian Policy Review Commission bereitete eine drastische Gesetzesänderung vor. Ihr Abschlussbericht von 1977 forderte nachdrücklich einen Vertreter für indianische Angelegenheiten im Weißen Haus, eine Forderung, der Präsident Jimmy Carter noch im selben Jahr nachkam.

## Alaska Native Claims Settlement Act(1971)

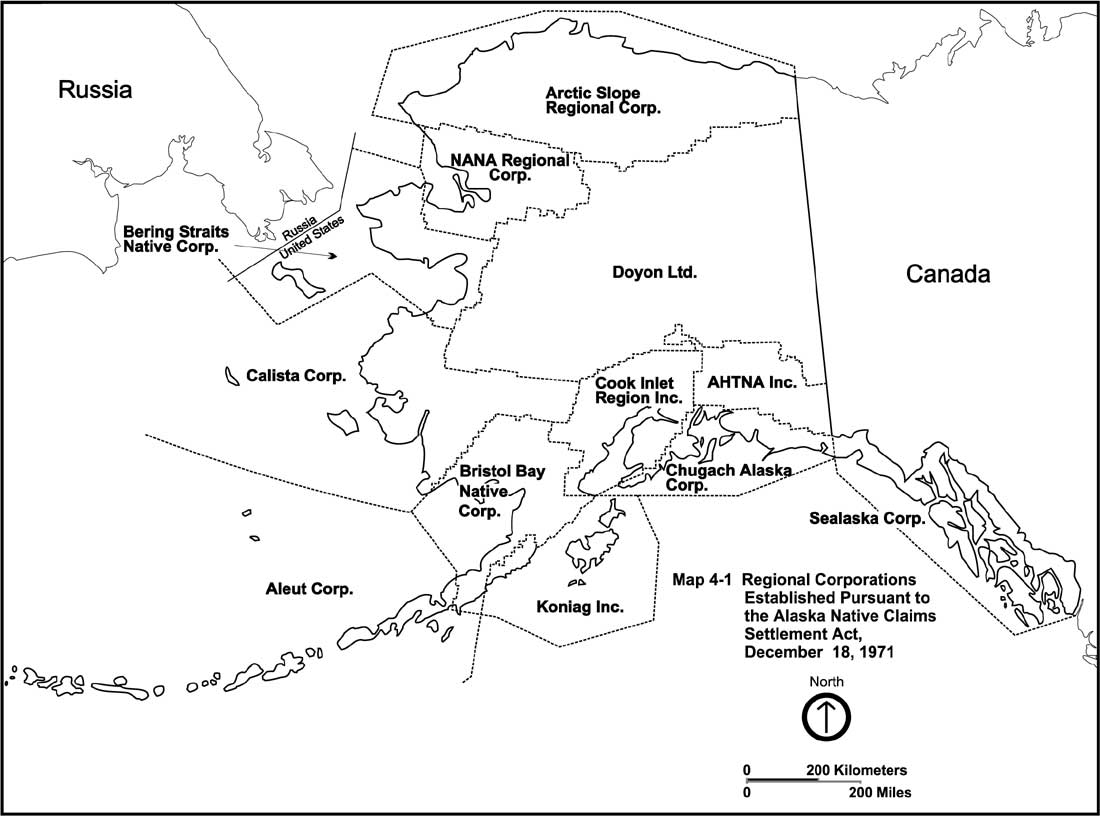
Alaska und die 1971 geschaffenen zwölf Regionalgruppen

Am 18. Dezember 1971 unterzeichnete Präsident Richard Nixon den Alaska Native Claims Settlement Act, mit dem die Ansprüche der Ureinwohner Alaskas (Alaska Natives) geregelt werden sollten. Diese Regelung ist die umfassendste, die in der amerikanischen Geschichte getroffen worden ist. Darin wurden die Ansprüche der etwa 225 anerkannten Stämme auf 12 Regionalgruppen übertragen (eine 13. entstand für diejenigen, die Alaska verlassen hatten). Dies hing damit zusammen, dass 1968 größere Ölvorkommen entdeckt worden waren, die die Regierung dazu bewogen, das Verfahren der Absprachen mit den indigenen Gruppen zu vereinfachen und zu beschleunigen. Als Ausgleich dafür, dass die Indigenen auf acht Neuntel des von ihnen beanspruchten Landes verzichteten, erhielten sie Besitzrechte über 180.000 km² Land und einen Ausgleich in Höhe von 963 Millionen Dollar. 601.000 km² Land wechselten den Besitzer. Nur die Bewohner von Metlakatla auf Annette Island im Süden Alaskas behielten aufgrund eines Vertrags von 1891 ihr Reservat.

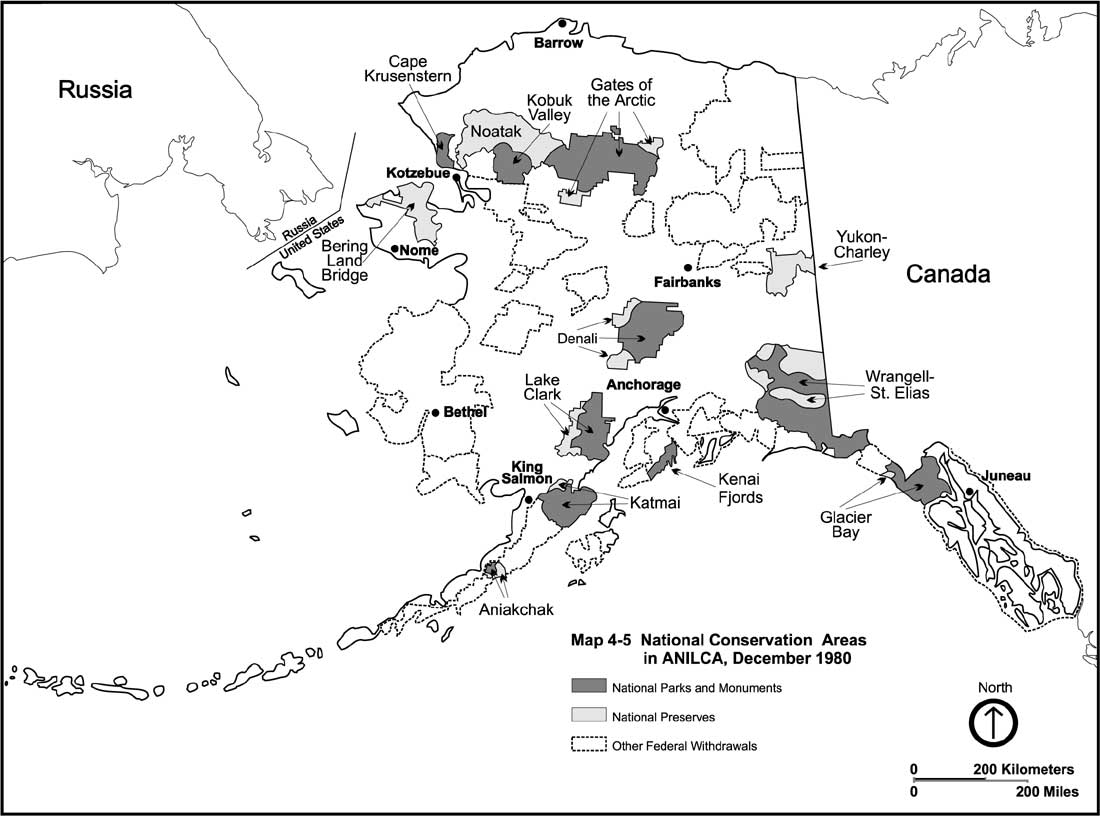
1980 eingerichtete Schutzgebiete

Im Gesetz von 1971 war vorgesehen, dass erhebliche Teile des nunmehr nicht-indigenen Gebietes unter Schutz gestellt werden sollten. Der Alaska National Interest Lands Conservation Act (ANILCA), ein Gesetz von 1980, das 321.900 km² unter Schutz stellte und damit der Aufsicht von United States Forest Service und United States Fish and Wildlife Service unterstellte, sollte diese Aufgabe erfüllen. Innenminister Rogers Morton hatte 1972 160.000 km² für Siedlungen und traditionelle Orte der Ureinwohner, die zu deren Verfügung stehen sollten, sowie weitere 12.000 km² als Kompensation für Land, das ihnen durch die Schaffung der Schutzgebiete verloren gehen würde, reserviert.
110.000 km² wurden als Wilderness Areas strengstem Naturschutz unterstellt. Viele Indigene sind für ihren Lebensunterhalt von der sie umgebenden Natur jedoch unmittelbar abhängig. Der ANILCA erlaubt deshalb ihre Weiternutzung im traditionellen Rahmen und gestattet diese Nutzung ausschließlich der ländlichen Bevölkerung. Hierzu hatte schon das Gesetz von 1971 zu Gunsten der Indigenen die Jagd auf ihren traditionellen Gebieten eingeschränkt. Auf ihrem Gebiet übernahm am 1. Juli 1990 die Bundesregierung das Management der Eigenbedarfsnutzung.

## Indian Self Determination Act: Politik der Selbstbestimmung (seit 1975)
Im Fall Oliphant v. Suquamish Indian Tribe hielt der oberste Gerichtshof der Vereinigten Staaten 1978 fest, dass Indianerstämme keine strafrechtliche Gerichtsbarkeit ausüben können, wenn der Angeschuldigte kein Indianer ist.

### Selbstbestimmung
Mit dem Indian Self-Determination and Education Assistance Act von 1975 erhielten die Indianer die Möglichkeit, mit Hilfe der Mittel des BIA eigene Projekte zu planen und durchzuführen. Damit schwand der ökonomische Einfluss des BIA nach und nach, und die lähmende Wirkung der Fremdbestimmung begann nachzulassen. Außerdem sollten die Stämme die Bildung und Ausbildung selbst in die Hand nehmen, wozu sie, wie jede Gemeinde, staatliche Mittel erhielten. Das Gleiche galt für sonstige Dienstleistungen an der Gemeinschaft, wie Gesundheitsvorsorge und Krankenversorgung (Indian Health Service), Polizei und Rechtsprechung. Die Politik der Selfdetermination (Selbstbestimmung) ersetzte die der Termination (Auflösung) endgültig. Bis zum Jahr 2000 bildeten blockweise zur Verfügung gestellte öffentliche Mittel bereits die Hälfte des BIA-Budgets. Bis dahin hatten 76 Stämme Abkommen über den Bau von Kliniken, Diabetesprogrammen, mobile Versorgungsstationen, Alkohol- und Drogenprävention und -therapie geschlossen sowie die Ausbildung von entsprechendem Personal in Anspruch genommen.

### Wirtschaftliche Besonderheiten
Etliche Stämme versuchten, ihr Leben nach Möglichkeit auf ihre Traditionen auszurichten, doch sie leben vielfach in großer Armut, da es etwa im Mittleren Westen neben der Pferde- und Büffelzucht kaum traditionelle Erwerbsquellen gibt. Der Fischfang wurde ihnen vielfach nur für die Deckung des Eigenbedarfs erlaubt, so dass eine kommerzielle Nutzung lange ausgeschlossen war. Diese Beschränkungen der ökonomischen Tätigkeit waren in einer Phase der amerikanischen Wirtschaft, in der sich die Verstädterung erheblich beschleunigte, weil sich die Schwerpunkte wirtschaftlicher Aktivität vom Land dorthin verlagerten, besonders schwerwiegend.

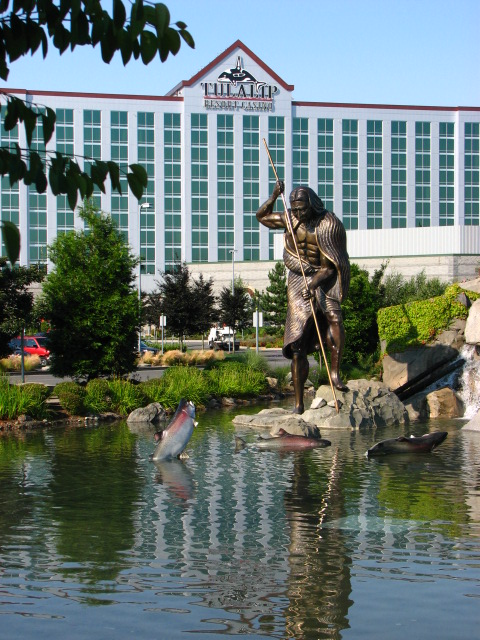
Kasino und Entertainment-Unternehmen der Tulalip im Bundesstaat Washington

Die Indianerreservate nutzen daher ihren Sonderstatus, um mittels einer stabileren wirtschaftlichen Situation ihre traditionellen Strukturen zu stärken. 2007 verfügten rund 230 der 562 anerkannten Stämme über Indianerkasinos. Ihre Gesamtzahl lag bei 425. Da Glücksspiele in vielen Bundesstaaten außerhalb der Reservate verboten sind, werfen diese Unternehmen in Gegenden ohne Konkurrenz erhebliche Gewinne ab. Mit den Gewinnen verbessern die jeweiligen Stämme ihre soziale Situation und kaufen Land zurück. Die Gesundheitsversorgung wird verbessert, Schulen und bessere Häuser werden errichtet und die Traditionen, zum Beispiel die Stammessprache, mit speziellen Programmen gestärkt. Besonders erfolgreich sind dabei die Oneida. Andererseits bieten sich dem Justizministerium dadurch Möglichkeiten der Beaufsichtigung durch das FBI, die Bundespolizei.
Die Verbesserung der wirtschaftlichen Möglichkeiten basiert wiederum auf einem Urteil des Obersten Gerichtshofs von 1973. In ihm wurde dem Bundesstaat Arizona untersagt, Steuern auf Einkommen zu erheben, das im Navajo-Reservat erwirtschaftet worden ist (McClanahan v. Arizona State Tax Comm'n). Grund ist die Annahme, dass die Gewinne aus den Ressourcen der Reservation und damit aus dem eigenen Land gezogen werden. Die beiden zuständigen Gerichtshöfe in Arizona, der Arizona Superior Court und der Arizona Supreme Court hatten die Annahme der Klage verweigert, der Oberste Gerichtshof hatte sie jedoch angenommen. Geklagt hatte ab 1967 Ruth McClanahan, die ihr geringes Einkommen ausschließlich im Reservat erwirtschaftet hatte. Erst nach sechs Jahren konnte sie sich 1973 durchsetzen. In eine ähnliche Richtung wies 1975 der Fall Bryan v. Itasca County.
Ein weiteres Gesetz dient seit 1990 dem Schutz der indigenen Wirtschaft, nämlich der Indian Arts and Crafts Act. Das Gesetz untersagt jedem Anbieter von Kunstwerken, die nicht aus Indianerhand stammen, den Anschein zu erwecken, es handle sich um indianisches Kunsthandwerk.

### Ansprüche aus Verträgen
Zahlreiche Auseinandersetzungen um Land sind seit langem vor Gericht anhängig. So versuchen indianische Gruppen die Verträge geltend zu machen, die sie im späten 18. und im 19. Jahrhundert mit den USA abgeschlossen haben. Oftmals erhielten sie aber das umstrittene Land nicht zurück, sondern nur eine geringe Entschädigung. Die Lakota haben eine solche für die Black Hills abgelehnt, da sonst ihre Ansprüche auf dieses Land für immer zunichtegemacht worden wären. Den Westlichen Shoshone im goldreichen Nevada gelang es hingegen nicht, ihre vertraglich zugesicherten Ansprüche auf etwas mehr als die Hälfte des Bundesstaates zu behalten. Nach jahrzehntelangem Kampf gegen die Auszahlung von „treuhänderisch“ verwalteten Entschädigungsgeldern mussten sie 2004 nach der Niederlage in manipulierten Stammesabstimmungen eine oktroyierte Geld-für-Land-Regelung hinnehmen.

### American Indian Movement

Flagge mit dem Logo des American Indian Movement

Mit der Gründung des American Indian Movement AIM („Bewegung Amerikanischer Indianer“) 1968, die besonders von städtischen Indianern in Minneapolis und Cleveland ausging, wurden von einigen jungen Indianern vor allem in den frühen 1970er-Jahren militantere Methoden angewandt, um ein neues Selbstbewusstsein bis hin zu einem autonomen Status der Reservate zu propagieren und durchzusetzen. Internationale Öffentlichkeit erhielt das AIM durch einige spektakuläre Aktionen wie den Trail of Broken Treaties (Pfad der gebrochenen Verträge), der zur kurzzeitigen Besetzung des Bureau of Indian Affairs führte, oder mit der Besetzung des Dorfes Wounded Knee im Pine-Ridge-Reservat 1973, wo die Aktivisten des AIM die unabhängige Oglala-Nation ausgerufen hatten. Die Besetzung wurde nach einigen Wochen von FBI und Armee militärisch niedergeschlagen. Das AIM legte später seine Militanz ab und beansprucht bis in die Gegenwart, spezifisch indianische Interessen, mehr Selbstbestimmung und traditionelle Werte der Indianer zu vertreten.

### Schutz der kulturellen Besonderheiten (1978 und 1990)
1978 verabschiedete der Kongress den American Indian Religious Freedom Act, der zum einen die Religionen, aber auch ihre praktische Ausübung vor äußeren Eingriffen schützen sollte. Damit erhielten religiöse Stätten den Schutz der Verfassung, zudem verstärkte dies das Rechtsfundament der Bindung der Ureinwohner an ihr jeweiliges Territorium. Damit sind zudem alle staatlichen Behörden gehalten, sich über die entsprechenden Plätze im Gebiet ihrer Verantwortlichkeit in Kenntnis zu setzen und für ihren Schutz zu sorgen. Allerdings waren die Mittel der Durchsetzung zu schwach angelegt, um dem Gesetz in jedem Fall Durchsetzungskraft zu verleihen. Der Religious Freedom Restoration Act sorgte dafür, dass auch religiöse Handlungen, die den sonstigen Gesetzen zuwiderlaufen, wie etwa der traditionelle Gebrauch von Drogen bei rituellen Handlungen, wie er im Südwesten verbreitet ist, ausgeübt werden durften.
Von besonderer Bedeutung für das kulturelle Erbe der Indianer ist das Native American Graves Protection and Repatriation Act, kurz NAGPRA vom November 1990, ein Gesetz, das dem Schutz der Grabstätten aller Indigenen gilt und die Rückgabe der Körperfunde samt den dazugehörigen Objekten an die betreffenden Stämme garantiert. Gemeint sind die kulturell bedeutsamen Artefakte und vor allem die menschlichen Überreste, um die zahlreiche Auseinandersetzungen entbrannt sind. Archäologen müssen bei Funden auf dem Land der Indigenen oder auf Bundeseigentum strenge Gesetze beachten, denn die Objekte stehen in der Entscheidungsgewalt der seither als Eigentümer geltenden indigenen Gruppen, auf deren Land Kulturgegenstände oder menschliche Überreste entdeckt wurden. Der Handel mit diesen Objekten ist untersagt, ebenso der mit kulturellen Artefakten aus diesen Zusammenhängen. So wurden 1991 die Überreste der weit über 10.000 Jahre alten Buhl-Frau aus Idaho nach eingehender wissenschaftlicher Untersuchung zurückgegeben und entsprechend den lokalen Traditionen erneut beigesetzt.
Außerdem wirkte sich die Reform des National Eagle Repository von 1994 zugunsten der indianischen Kulturen aus. An das Repository liefern alle Behörden und weitere Stellen tote Weißkopfseeadler und Steinadler ab, das NER verteilt diese streng geschützten Tiere dann an Angehörige der anerkannten Völker zu kulturellen und religiösen Zwecken.

### Internationalisierung
Immer bedeutender wurde der Protest internationaler Organisationen wie der UNO. 1976 begannen indianische Vertreter, eine Deklaration der UNO über die Rechte der indigenen Völker vorzubereiten. Später reisten sie nach Genf, um in speziell für Indigene gegründeten Arbeitsgruppen ihre Klagen vorzutragen. Das United Nations Committee on the Elimination of Racial Discrimination (CERD) erhob am 10. März 2006 gegen die USA den Vorwurf der fortgesetzten Diskriminierung und Missachtung indigener Rechte des Volkes der Westlichen Shoshone. Die USA wurden aufgefordert, entsprechende Schritte zur Beendigung der Diskriminierung einzuleiten.
Gegen den Widerstand Kanadas, der USA, Australiens und Neuseelands verabschiedete die UNO am 13. September 2007 die Deklaration der Rechte indigener Völker, in der nicht nur die Beseitigung jeder Benachteiligung indigener Völker sowie das Recht auf Mitsprache bei sie betreffenden Angelegenheiten gefordert wurde, sondern auch das Recht „anders zu bleiben“ (to remain distinct). Nachdem Australien und Neuseeland sowie Kanada den Widerstand aufgegeben hatten, erklärte Präsident Obama am 16. Dezember 2010, dass auch die USA die Deklaration unterzeichnen wollen.

## Aufarbeitung des Missmanagements des BIA, von Gewalt und Vernachlässigung

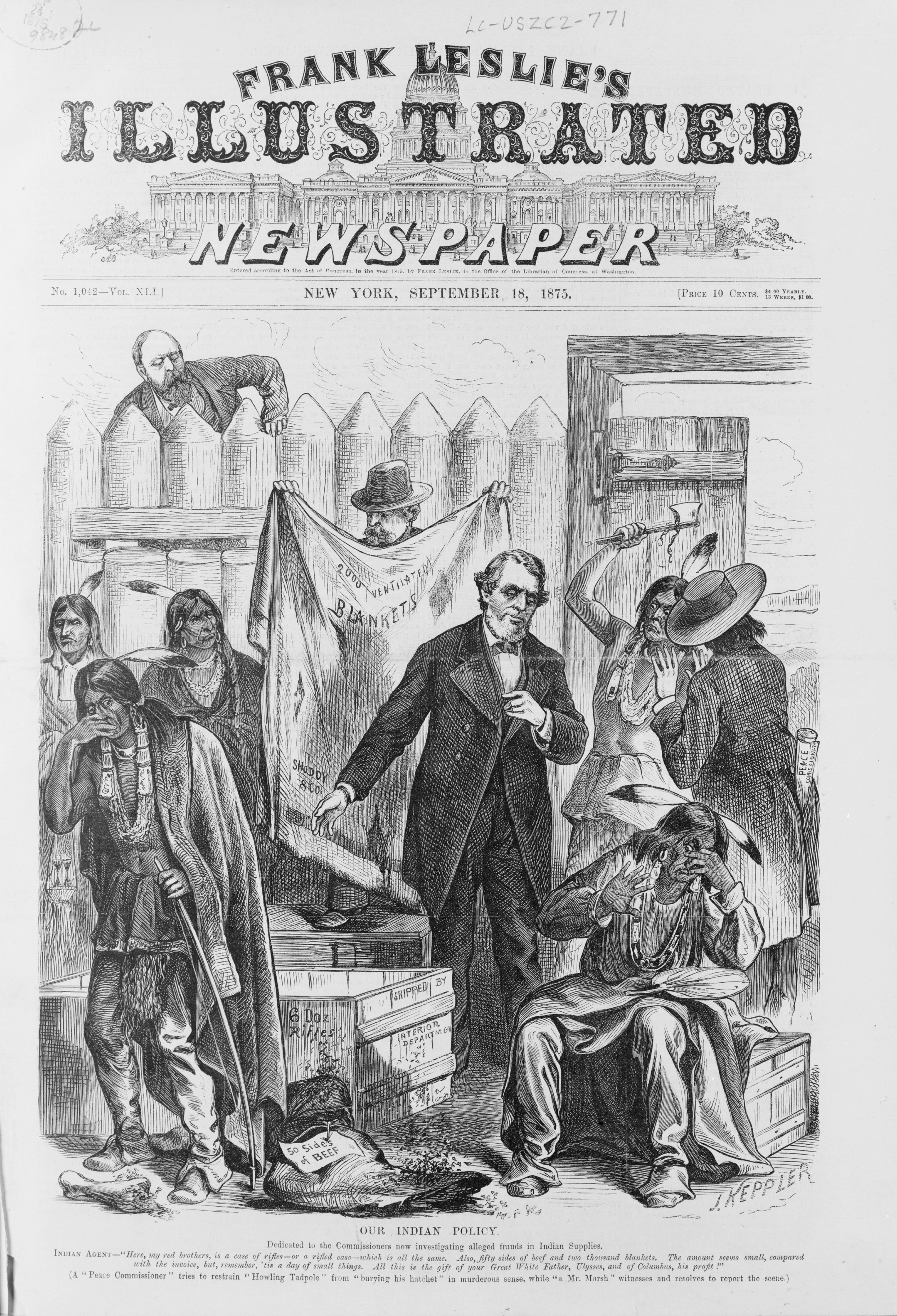
Titelblatt von Frank Leslie’s Illustrated Newspaper vom 18. September 1873. Es karikiert Friedensunterhändler, die den sich abwendenden Indianern „belüftete“ Decken, leere Gewehrkisten und stinkendes Fleisch anbieten.

1996 reichten Elouise Pepion Cobell und Earl Old Person, Angehörige der Blackfeet aus Montana, Mildred Cleghorn, eine Apachin, die 1997 verstarb, Thomas Maulson von den Lac du Flambeau band of Lake Superior Chippewa Indians aus Wisconsin und James Louis LaRose, Winnebago eine Sammelklage ein (Cobell v. Salazar). Darin wird den 1896 eingerichteten Treuhänderfonds vorgeworfen, sie um Gelder gebracht zu haben, die für Nutzungsrechte in den Reservaten an die Fonds gezahlt worden waren. Dabei handelt es sich um Mittel im Zusammenhang mit Rohstoffexploratoren, die nach Öl und Gas, Uran und Kohle suchten, aber auch um solche, die Weiderechte, Forstwirtschaft und Abholzung betrafen. Das Innenministerium der Vereinigten Staaten ist zuständig für diese Fonds, und damit richtete sich die Klage gegen dieses Ministerium. Im Dezember 2009 bot es den Klägern einen Vergleich an, nach dem 1,4 Milliarden Dollar an die Begünstigten des Fonds ausgeschüttet und weitere 2 Milliarden Dollar für den Ankauf von durch Erbteilung zersplittertes Grundeigentum bereitgestellt werden. Davon sind bis zu 60 Millionen zur Finanzierung von Bildungsprogrammen vorgesehen. Präsident Obama hatte bereits im Wahlkampf in einer Ansprache an die von ihm so genannten „First Americans“ „ein Jahrhundert des Missmanagements“ beklagt und eine Änderung zugesagt. Im Dezember 2010 unterzeichnete der Präsident das Cobell settlement, in dem man sich auf eine Summe von 3,4 Milliarden Dollar einigte.
Im Mai 2010 entschuldigte sich der republikanische Senator Sam Brownback aus Kansas im Namen des Kongresses für eine „fehlgeleitete Politik“ und für Gewaltakte gegen die Indianer durch die US-Regierung sowie für Vernachlässigungen.
Im April 2012 verkündete das Innenministerium einen Vergleich mit 41 Völkern, in dem diesen rund eine Milliarde Dollar zugesprochen werden, um Missmanagement von indianischem Treuhandvermögen im Bureau of Indian Affairs zu entschädigen. Mit der Einigung werden Ansprüche beigelegt, die bis zu 100 Jahre zurückgehen. Es handelt sich überwiegend um die Unterschlagung von Lizenzgebühren für Rohstoffentnahme auf Indianerland. Ende September 2014 erklärten sich die USA zur Zahlung einer Entschädigung an die Navajo in Höhe von 554 Millionen bereit. Von 1946 bis 2012, als die USA die Bodenschätze der Navajo treuhänderisch verwalteten, hatte die Regierung unangemessene Verträge mit Rohstoffunternehmen geschlossen und die daraus resultierenden Einkünfte zudem nicht sinnvoll angelegt.

## Spaltung des Landes an der Assimilationsfrage
Hingegen verbot die republikanische Gouverneurin von Arizona Jan Brewer 2010 den Unterricht im Fach „ethnische Studien“ (ethnic studies) ab Jahresende, da dieser ihrer Meinung nach die ethnischen Gegensätze verstärke. Unterricht an öffentlichen Schulen solle Schüler als Individuen, nicht als Angehörige einer Ethnie betrachten, und damit zur Assimilation beitragen.
Gegen diese Fortsetzung des Assimilationsansatzes gegenüber ethnischen Gruppen in der Politik und vor allem gegen die Maßnahmen, die die Zuwanderung von lateinamerikanischen Individuen, die zu erheblichen Teilen indianischen Gruppen angehören, verhindern sollen, richtete sich am 29. Mai 2010 eine Demonstration mit rund 100.000 Teilnehmern mit dem Schwerpunkt in Los Angeles. Darüber hinaus protestieren Mitglieder der Tohono O’odham Nation gegen die Gesetzesvorlage, da sich ihr traditionelles Territorium zu beiden Seiten der Grenze erstreckt und sie Restriktionen erwarten. Ähnlich ist die Situation beim Pascua Yaqui Tribe, dessen Angehörige ebenfalls fürchten, von den Verwandten abgeschnitten zu werden.
Der Präsident von Mexiko, Felipe Calderón, bezeichnete das Gesetz als einen Angriff auf die Menschenrechte. Mehrere Großstädte riefen zum Boykott gegen Arizona auf. Einige der von Republikanern regierten Bundesstaaten wollen ihre Gesetze hingegen entsprechend anpassen.